# كهف (معمودية) السيد المسيح
كهف (معمودية) السيد المسيح بعد سلسلة من أعمال التنقيب في بلدة البصة الأردنية امتدت لسنوات، تمكن فريق بحثي أردني من اكتشاف ما يعتقد أنه «كهف السيد المسيح» والذي يحتوي كنيسة بيزنطية تقع في بلدة عراق الأمير الواقعة غرب العاصمة عمان. اكد خبير الأثار والسياحة في الجامعة الهاشمية - كلية الملكة رانيا للسياحة، الدكتور محمد وهيب ان نتائج الدراسات والبحث العلمي التي قام بها فريق بحثي من الجامعة بالتعاون مع عدد من المختصين في علم الاثار، ادت إلى اكتشاف كهف السيد المسيح في بلدة عراق الامير. كما أكد أن أعمال التوثيق لكهف البصة لم تتوقف، حيث اجري مسح لوادي عراق الأمير والمباني الدينية الرئيسية على طول امتداد الوادي بجانب المجرى الدائم للمياه والذي كان له الأثر الأكبر في تشكيل الموقع الديني.

## التسمية

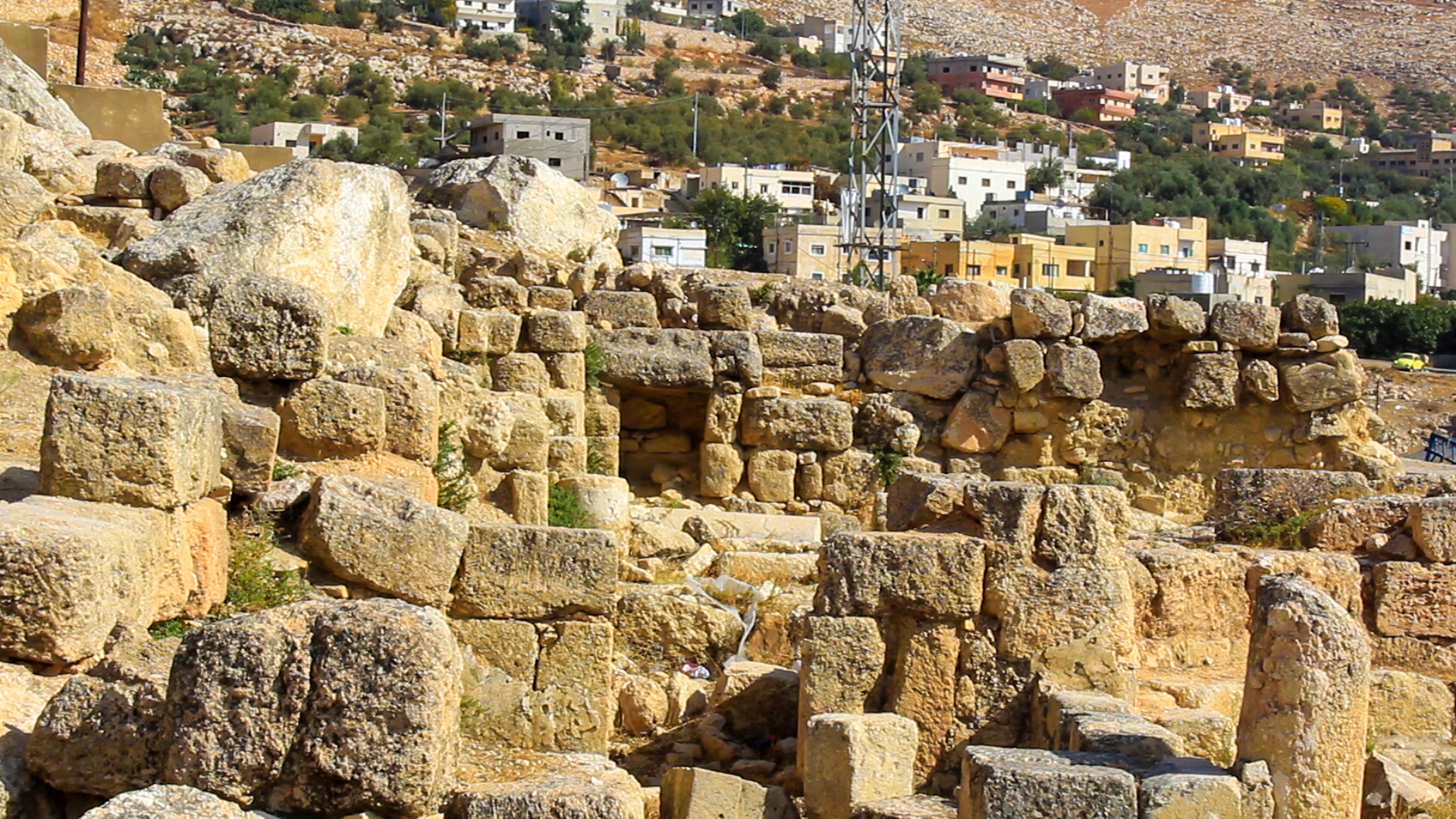
كهف السيد المسيح في البصة - بلدة عراق الامير

في الداخل، كان المؤمنون يقومون بالعبادة وبالصلوات وبالتعبّد ليل نهار، وفي الخارج كنيسة أخرى وفي المحيط هناك الكثير من الأديرة والمباني الدينية التي ما زالت تنتشر هنا وتشير إلى أهمية المكان في منطقة وادي السير والمياه المتدفقة عبر هذا الوادي، حيث يقع الكهف، كان الرهبان ينزلون إلى الوادي القريب من الكهف فيغتسلون في مياهه ويتطهرون ويتعمدون في المياه النقية التي تسير في الوادي ولذلك سمي المكان ب «معمودية السيد المسيح». وعرف أيضا ب «كهف السيد المسيح»

## موقعه
عراق الأمير بلدة تقع ضمن حدود بلدية عمان الأردن في منطقة وادي السير. تقع حوالي 15 كم جنوب غرب بلدة وادي السير يبلغ عدد سكان البلدة مع القرى المجاورة حوالي 6000 نسمة معظمهم من أفراد قبيلة العبادي. وهي تقع على تلال عالية ومتوسطة الارتفاع وهي منطقة خضراء تكثر فيها ينابيع الماء وتشتهر بأشجار الزيتون بالإضافة للأشجار الحرجية الأخرى. على بعد 0.5 كم جنوب البلدة يوجد قصر العبد أو ما يسمى بقصر عراق الأمير. وتوجد العديد من الكهوف على تلالها التي تعود للعهد النحاسي وما قبله، ويقع كهف السيد المسيح ضمن منطقة عراق الأمير.

## أهمية الكهف
كان كهف البصة ذا أهمية دينية خلال العصر الروماني وبلغ أوج ازدهاره عندما اعتمده البيزنطيون في الفترة بين القرنين الرابع والسادس الميلاديين، ثم استمر استخدامه خلال العصور الإسلامية، وهو يضاف إلى سلسلة اكتشافات عالمية أخرى على أرض الأردن سيساهم مجددا في وضعه بمقدمة دول العالم العربي في مجال السياحة الدينية.

## تاريخ التنقيب

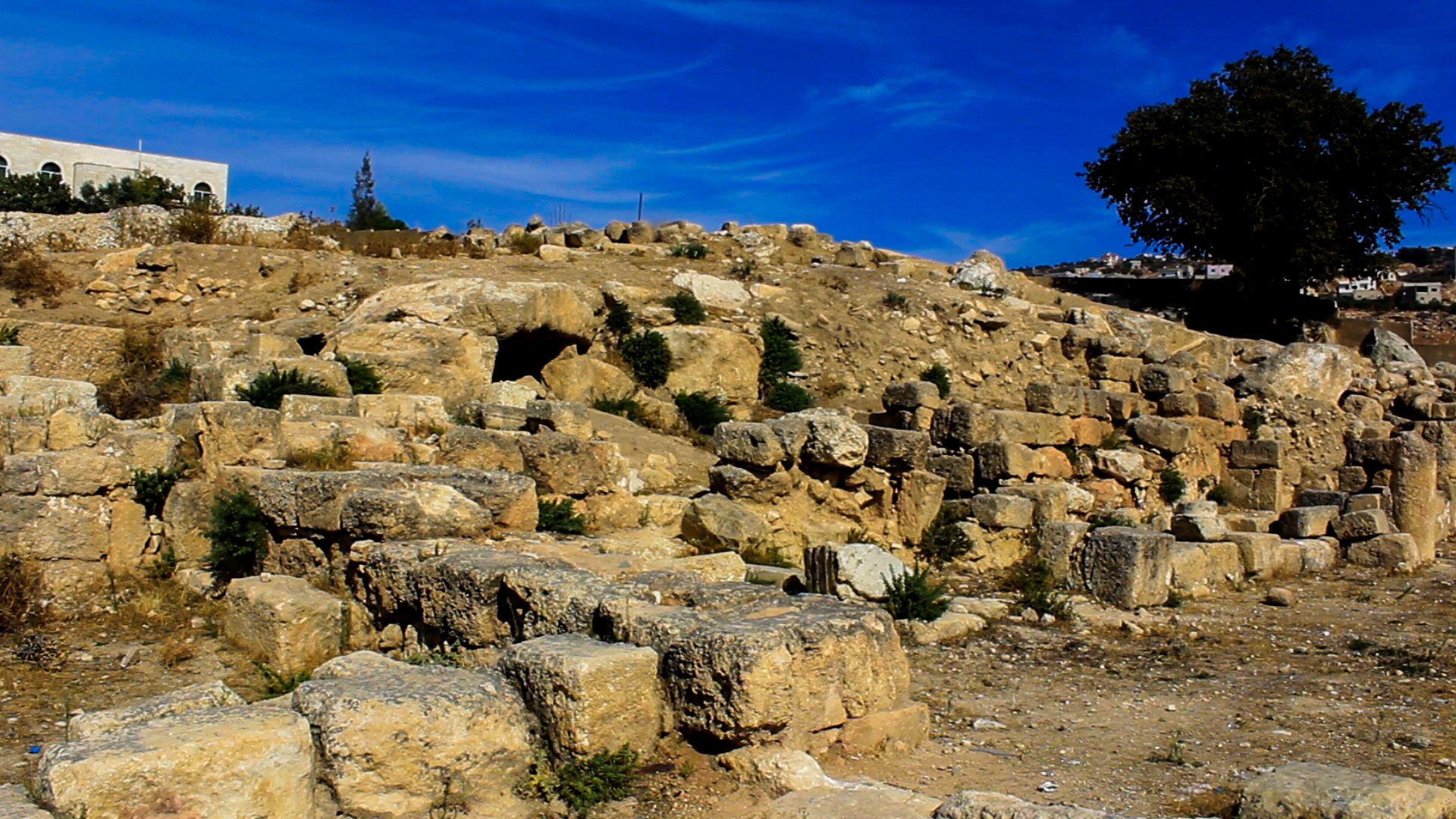
كهف السيد المسيح

الاهتمام بالموقع الموجود في بلدة البصة بدأ منذ عام 1974 واجريت فيه أعمال تنقيبات أثرية ادت إلى اكتشاف كنيسة بيزنطية في داخل الكهف.
الاكتشافات الاثرية تواصلت في الموقع في العامين (1996- 1997) واظهرت وجود كنيسة ثانية امام الكهف تعود للعهد البيزنطي، مشيرا إلى ان التنقيبات التي أُجريت بجوار الكهف منذ العام 1993 أكدت ظهور مقابر كبرى امتدت في تاريخها من العصور البرونزية والكلاسيكية والإسلامية، اذ تم الكشف عن مجموعة من الكهوف والقبور المقطوعة في الصخر.
كما ان التنقيبات التي أٌجريت عام 1996 في موقع البردون المقابل للكهف أكدت انتشار مخلفات الابنية على مساحات شاسعة ترجع إلى العصر البيزنطي، فضلا عن ان أعمال التوثيق لكهف البصة ومحيطه توجت باكتشاف كنز المسكوكات الفضية بجواره وترجع للعصر الهلنستي.
وبين ان أعمال التوثيق لكهف البصة لم تتوقف منذ 1996 عندما تم البدء باكتشاف موقع عماد السيد المسيح، مشيرا إلى انه تم في الاعوام الماضية إجراء مسح لوادي عراق الامير والمباني الدينية الرئيسية على طول امتداده بدءا بمقام الأولياء نُصير والمغربي وأبو لوزه وعبيد الطيار والكهوف المقدسة وكهف المعلقة والمقابر الكلاسيكية المنتشرة على طول امتداد الوادي بجانب المجرى الدائم للمياه حيث تم الكشف عن بركة مياه مزخرفة كانت تستخدم لأغراض طقوس دينية مرتبطة بقصر العبد والكهوف المقدسة المجاورة له وكهف البصة.

## تدفق المياه
تدفق المياه عبر الوادي كان له الاثر الكبير في تشكيل الموقع الديني في الوادي حيث يرتبط الموقع مباشرة بموقع عماد السيد المسيح من خلال مجرى المياه المتدفق نحو منطقة عين الفجيرة والشدقة ومغاور المقرنات والبمبات عبر وادي النار، وصولا إلى تل الصوان وتل ام حذر حيث تم اكتشاف موقع هام عبر الوادي من خلال أعمال التنقيبات عام 1997 مرتبط بمياه وادي السير وكهف البصة.
مياه وادي عراق الامير وكهف البصة تتدفق لتصل إلى وادي الكفرين حيث كان يطلق عليه تاريخيا (نهر الأردن الصغير) لتلتقي مع مياه وادي حسبان الذي يطلق عليه وادي الرامة وتلتقي مياه الواديين معا ليتشكل منهما واد ضخم متدفق يطلق عليه «وادي عربة».
وأشار إلى ان الدليل الابرز على نقل مياه عراق الأمير وكهف البصة إلى موقع عماد السيد المسيح (المغطس) هو الكشف عن قناة مياه فخارية تمتد لاكثر من كيلو متر واحد تنطلق من نقطة التقاء وادي عربة مع وادي الرامة والكفرين، وتتكون القناة من انابيب فخارية ترجع في تاريخها إلى العصر البيزنطي وهناك تتحد مع مياه وادي حسبان وكلا المائيين يتحدان ويتجهان إلى موقع عماد السيد المسيح، وهناك اقيم انبوب فخاري مائي يسحب المياه إلى موقع العماد رغم وجود عدّة ينابيع في موقع العماد، فكان من هدفهم تجميع هذه المياه المباركة من الاودية المباركة في مكان واحد." واقيم عليها صفايات ومناهل لضمان سلامة وصول المياه النقية إلى موقع العماد / تل مار الياس.

## المؤرخين وكهف السيد المسيح
أشار المؤرخون القدامى إلى قصر العبد في هذا الموقع وخاصة المؤرخ جوزيفوس، حيث أطلق على المنطقة اسم (تيرو) كما ذكرت بعض الاناجيل القديمة اسم الكهف الذي لجأ إليه السيد المسيح وأتباعه باسم تيرو. أكّدت سجلات دائرة الأراضي والمساحة أن اسم حوض الأراضي التي يتواجد به كهف البصة مطابق لهذه التسمية لغوياً ما يشير إلى استخدام الاسم عبر العصور[بحاجة لمصدر]، وعليه فقد تطابقت نتائج الاكتشافات العلمية وأقوال الرحالة القدامى والمحدثين والكتاب المقدس على أهمية الكهف وارتباطه برحلة السيد المسيح ودعوته في ربوع الأردن.

## محتويات الكهف
مثلت على منطقة الكهف بناء كنيسة فرشت أرضيتها بالفسيفساء الأبيض والملون، وعليها نقوش وكتابات المسيح من البداية إلى النهاية، هكذا كتب على أرضية الكنيسة، وفي الداخل نجد هناك بيت هيلاني أو ما يصطلح عليه باسم كنيسة مبكرة من العصر البيزنطي المبكر."

## نتائج البحث العلمي
أن نتائج البحث العلمي أكدت ان حدود بيت عنيا شرقي نهر الاردن كانت تشتمل على عراق الامير وتمتد من نهر الاردن إلى الاودية المجاورة التي كانت تعج بكهوف الرهبان مثل وادي الكفرين والرامة وحسبان وشعيب والخرار التي مازالت بقاياها ماثلة للان.

## صور لطبيعة المكان المحيط (وادي السير-عراق الأمير)

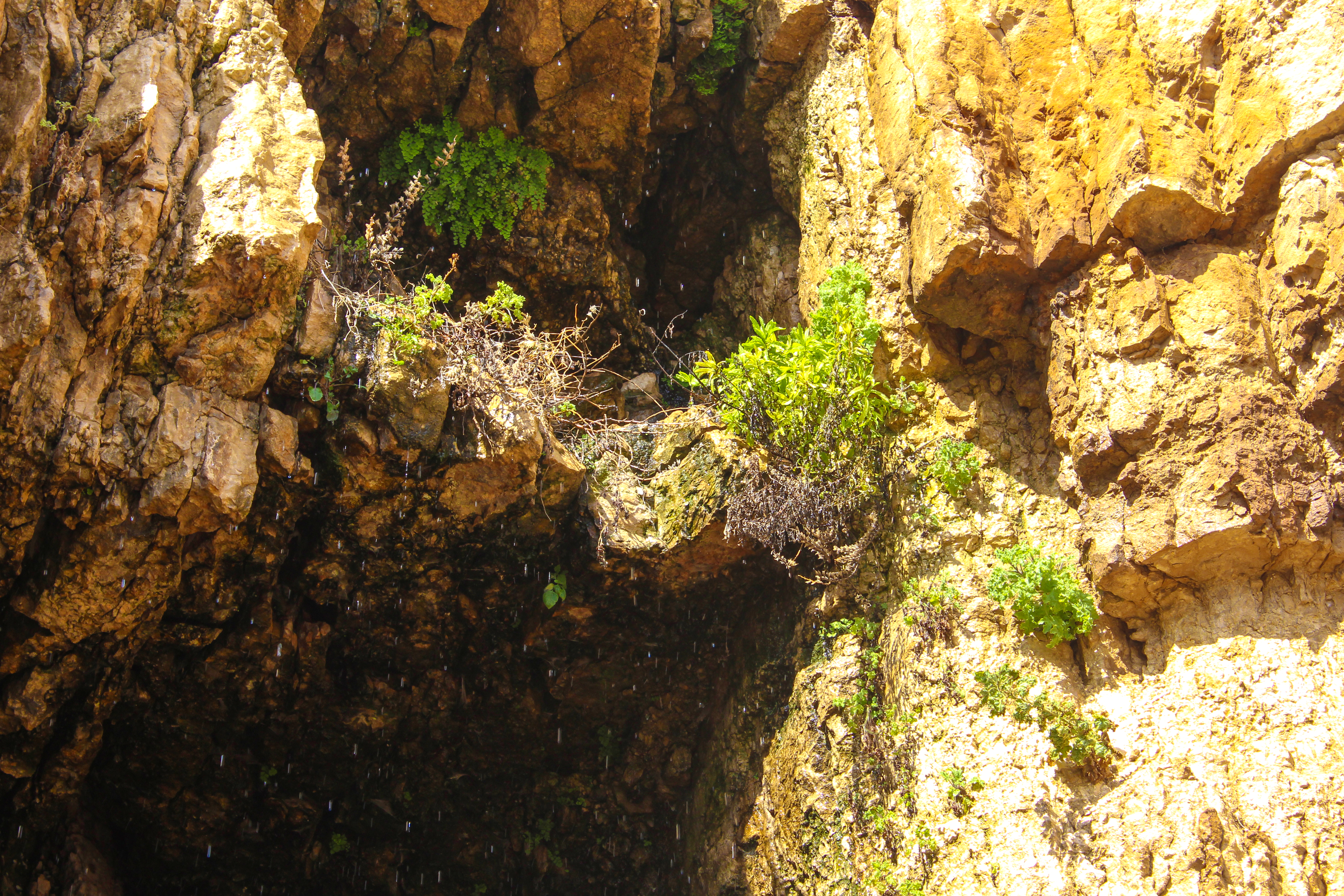
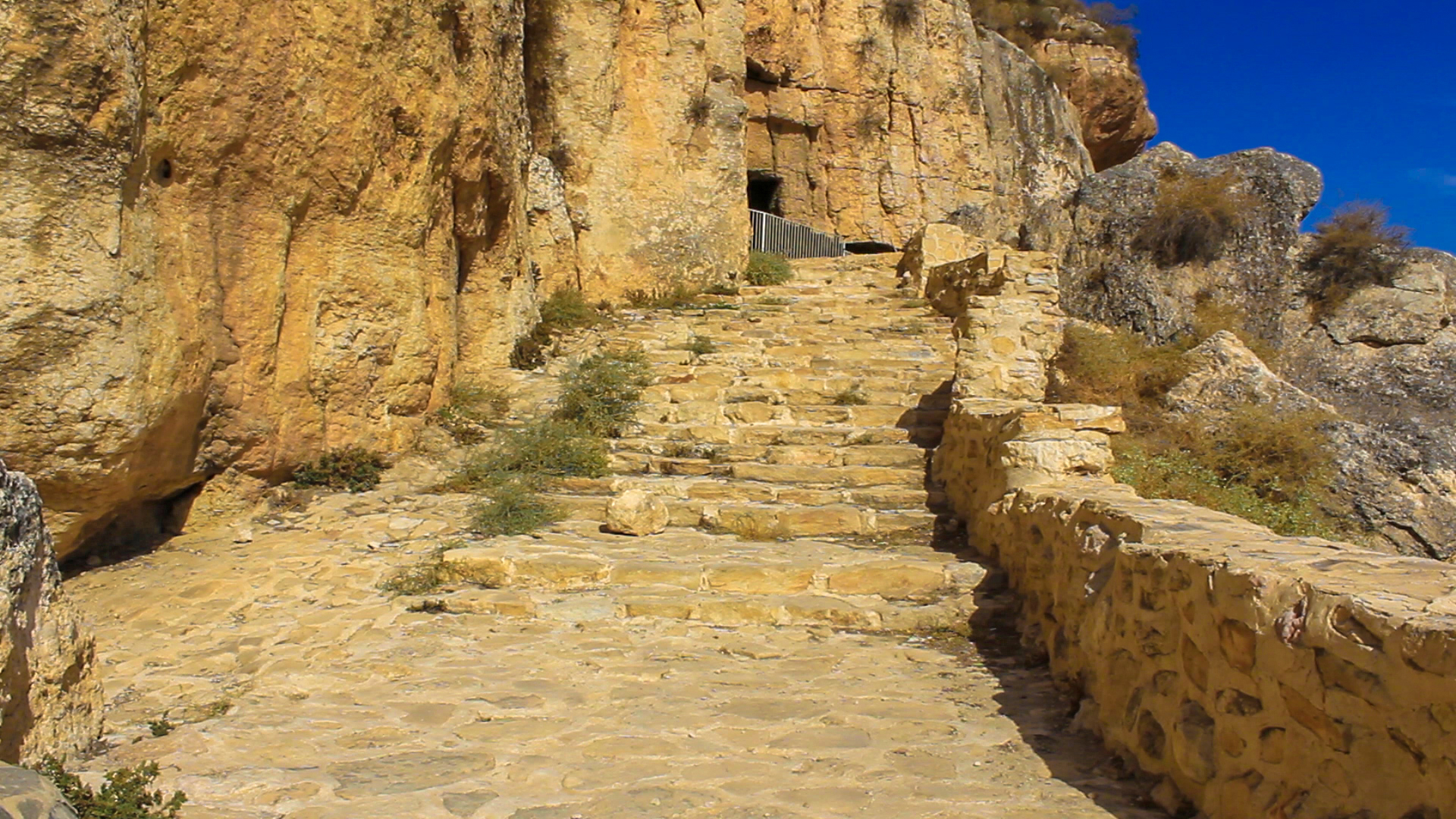
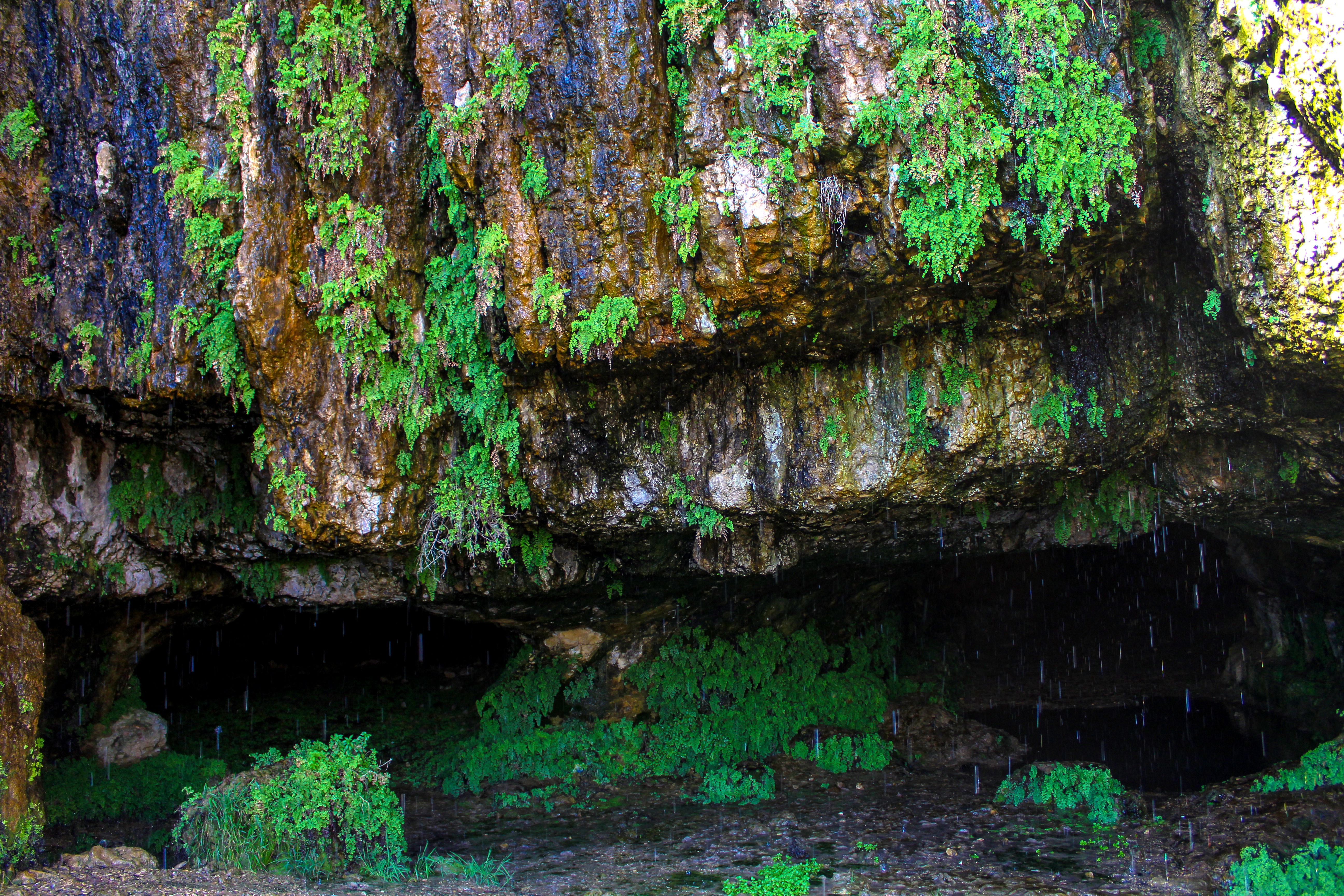
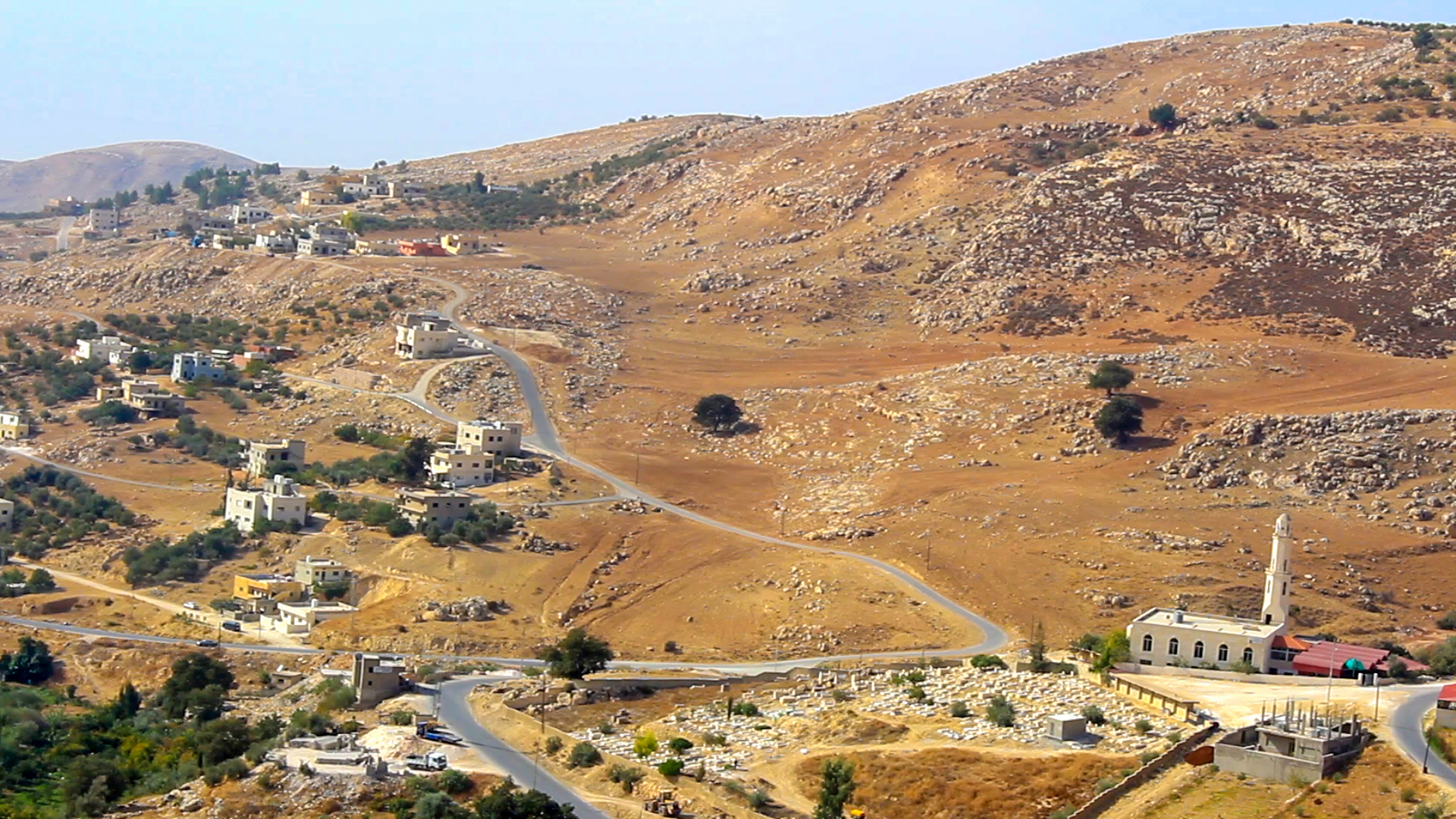
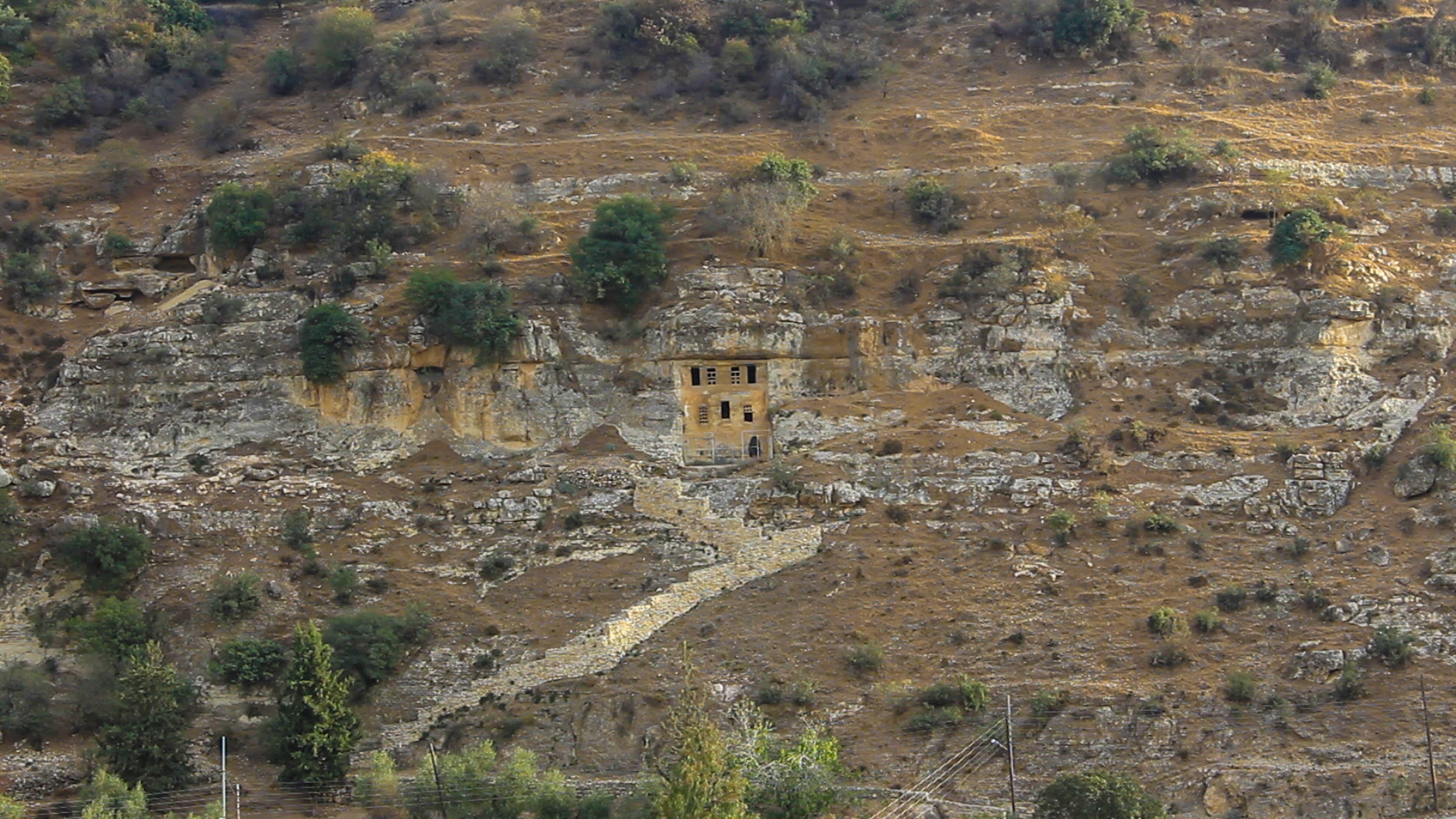
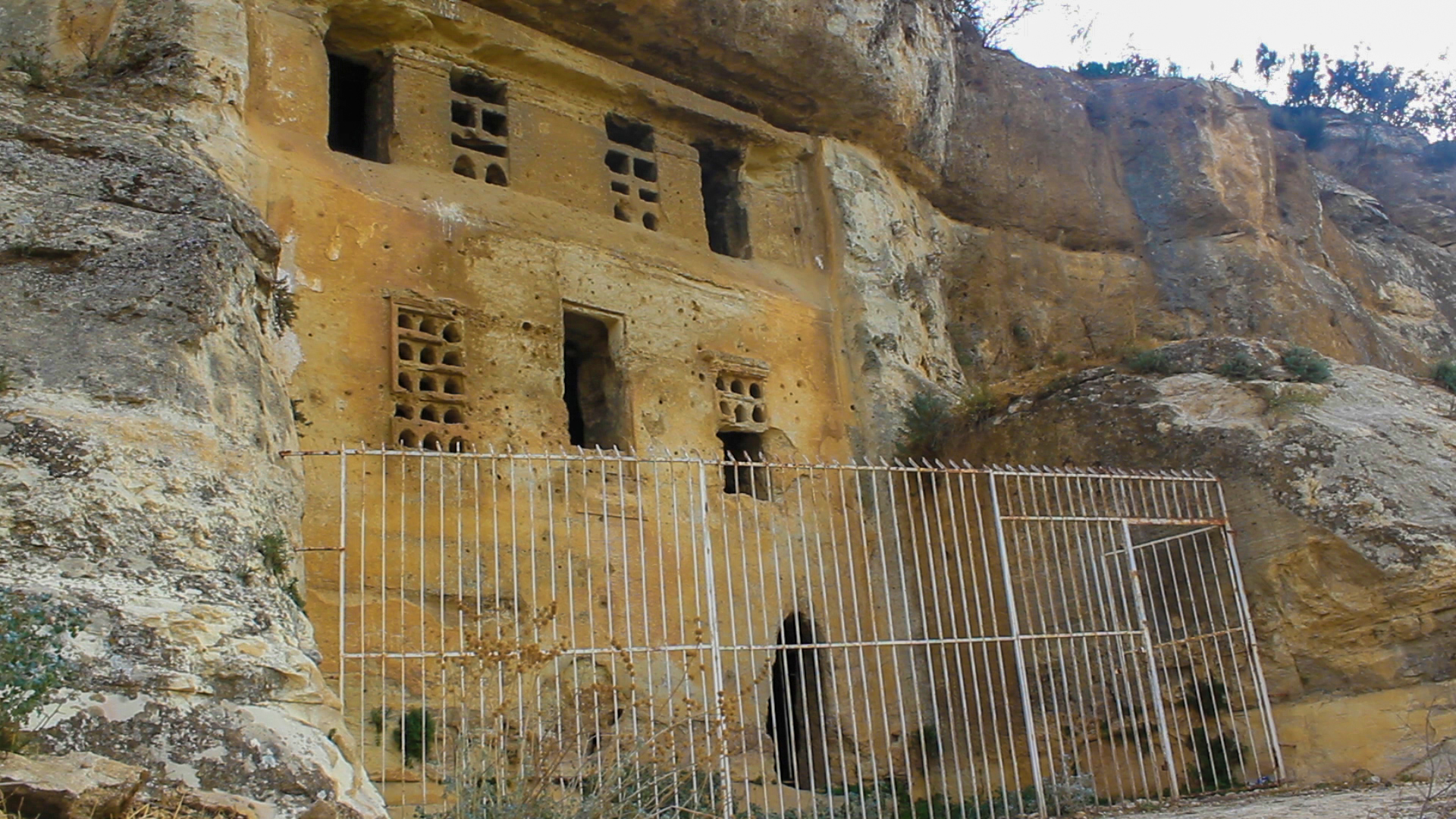
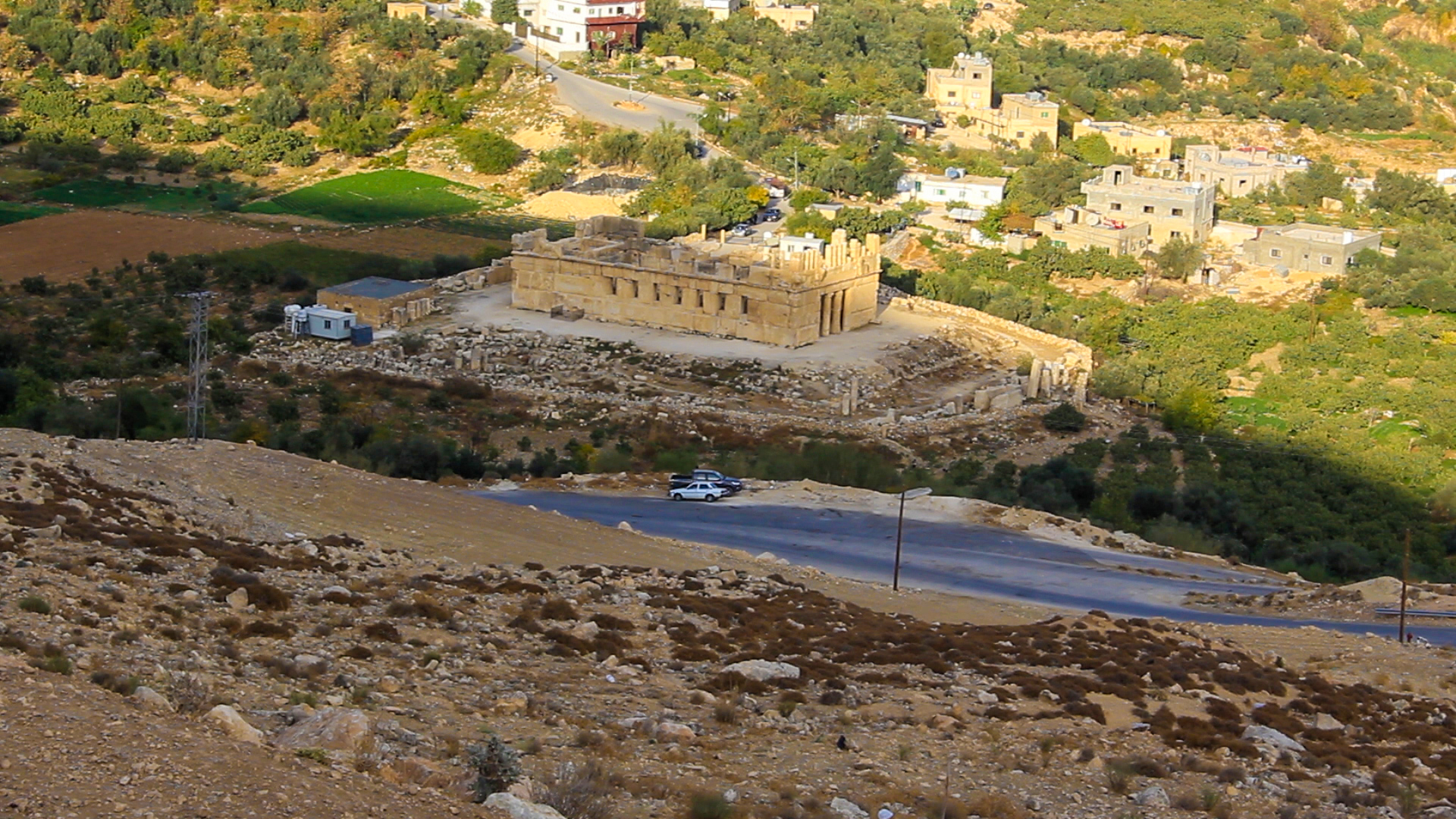
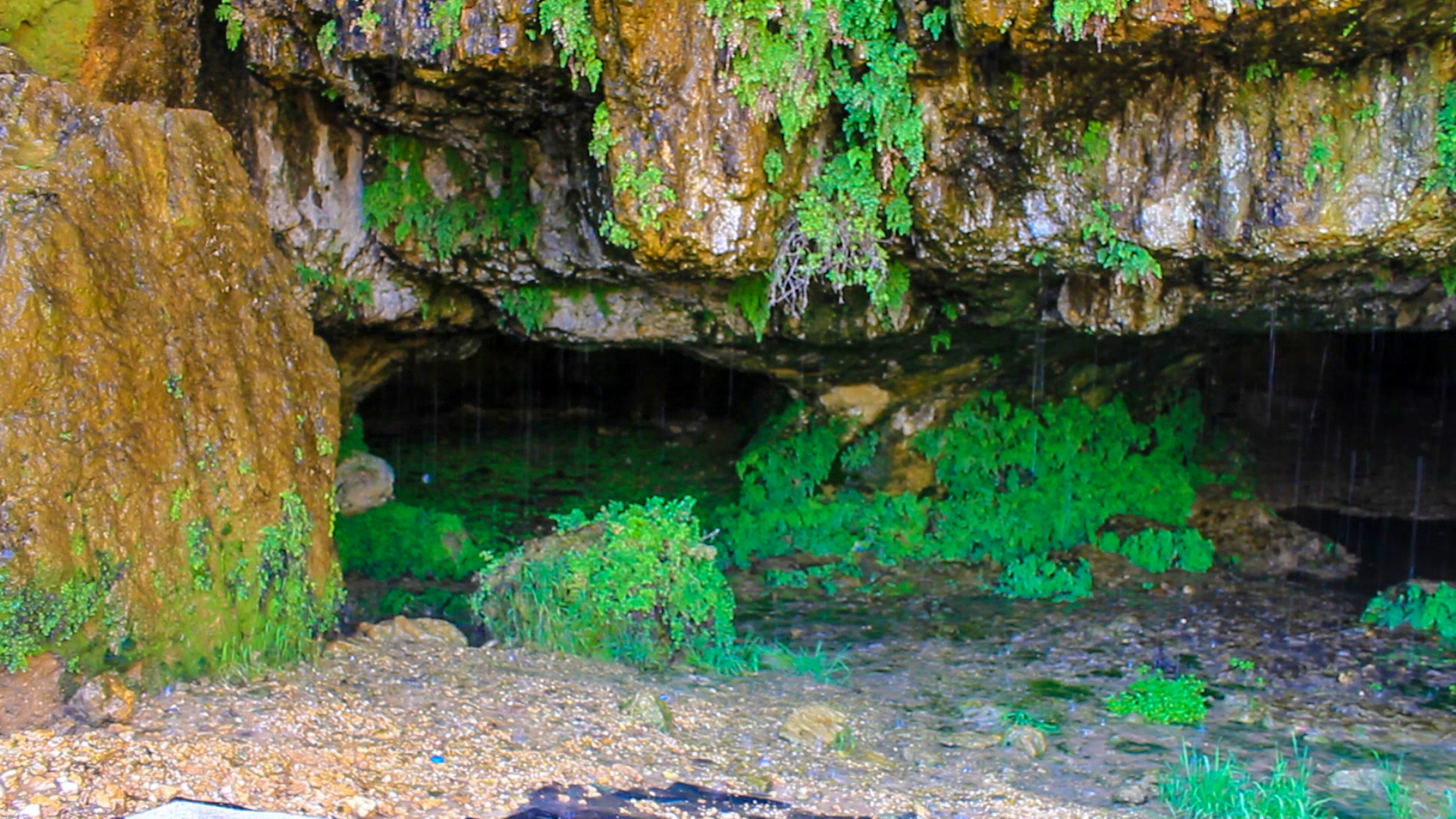
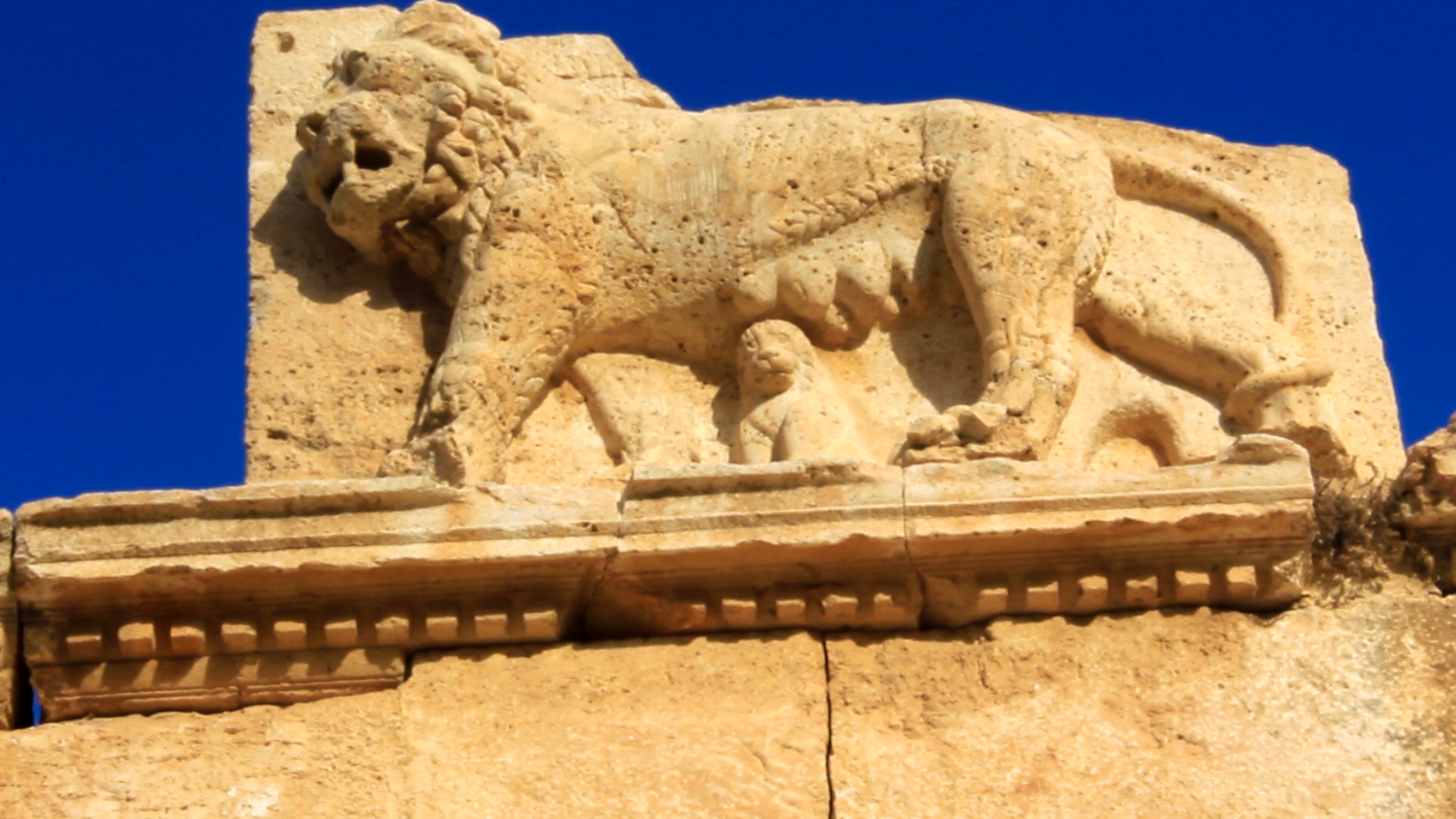
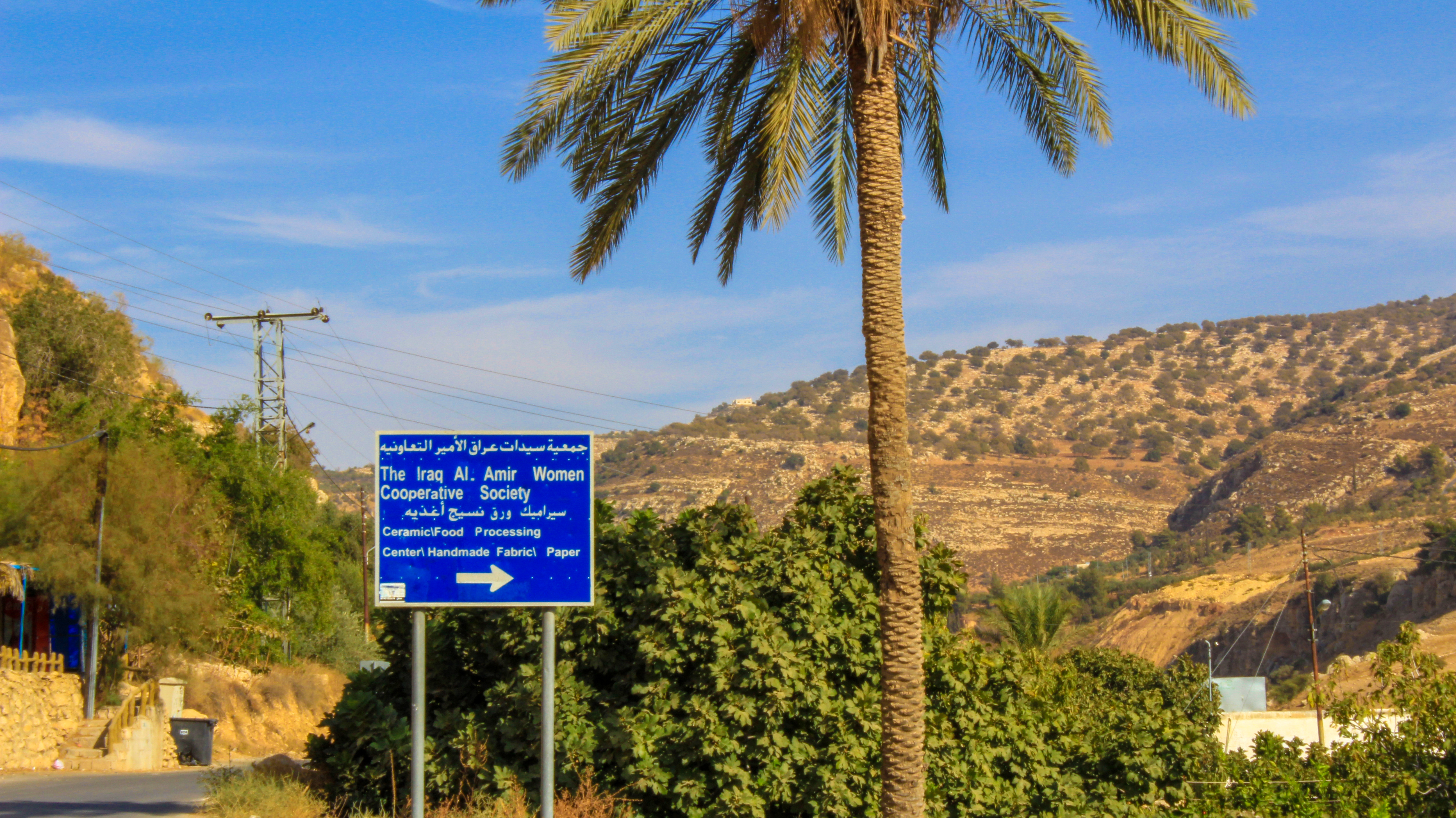
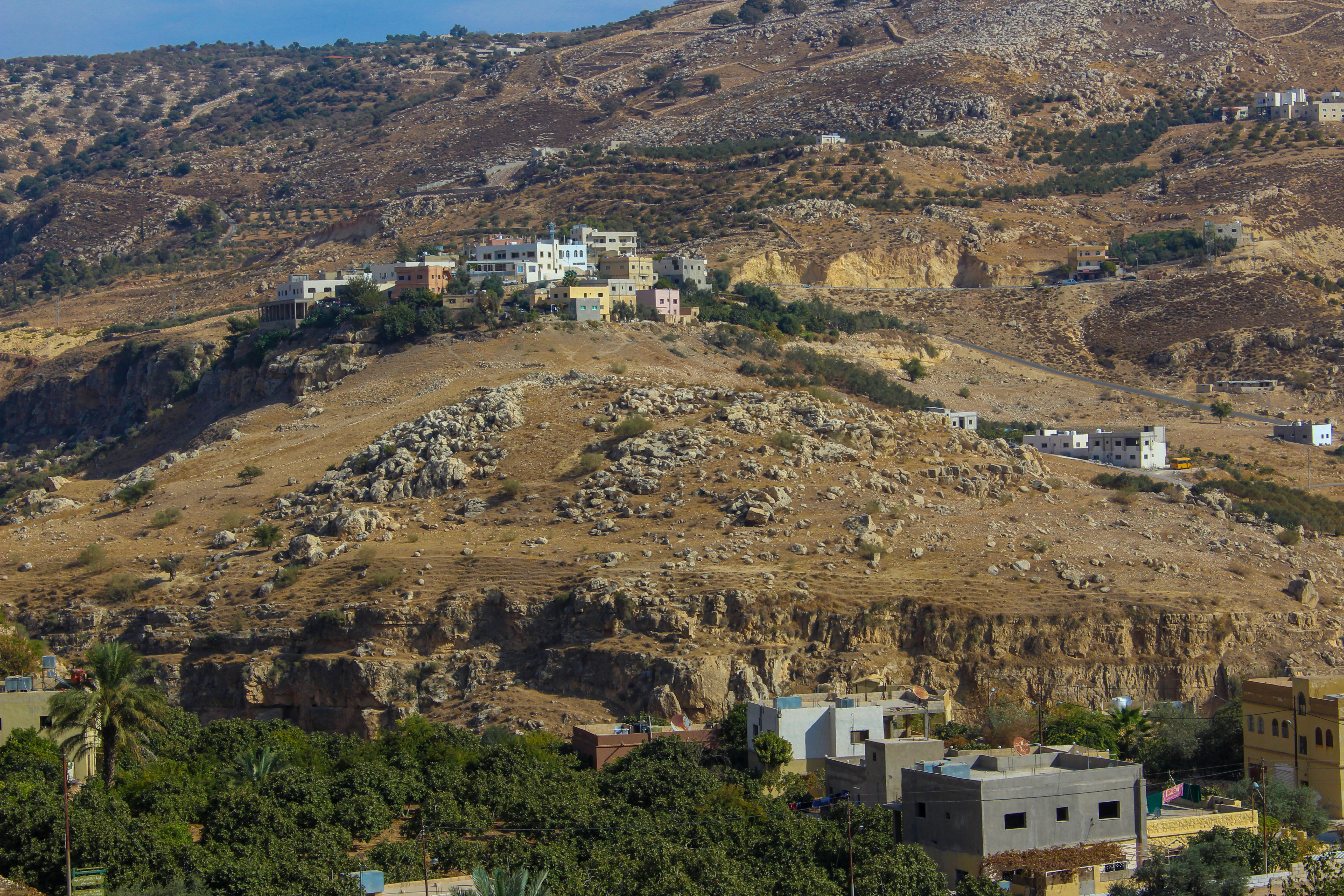
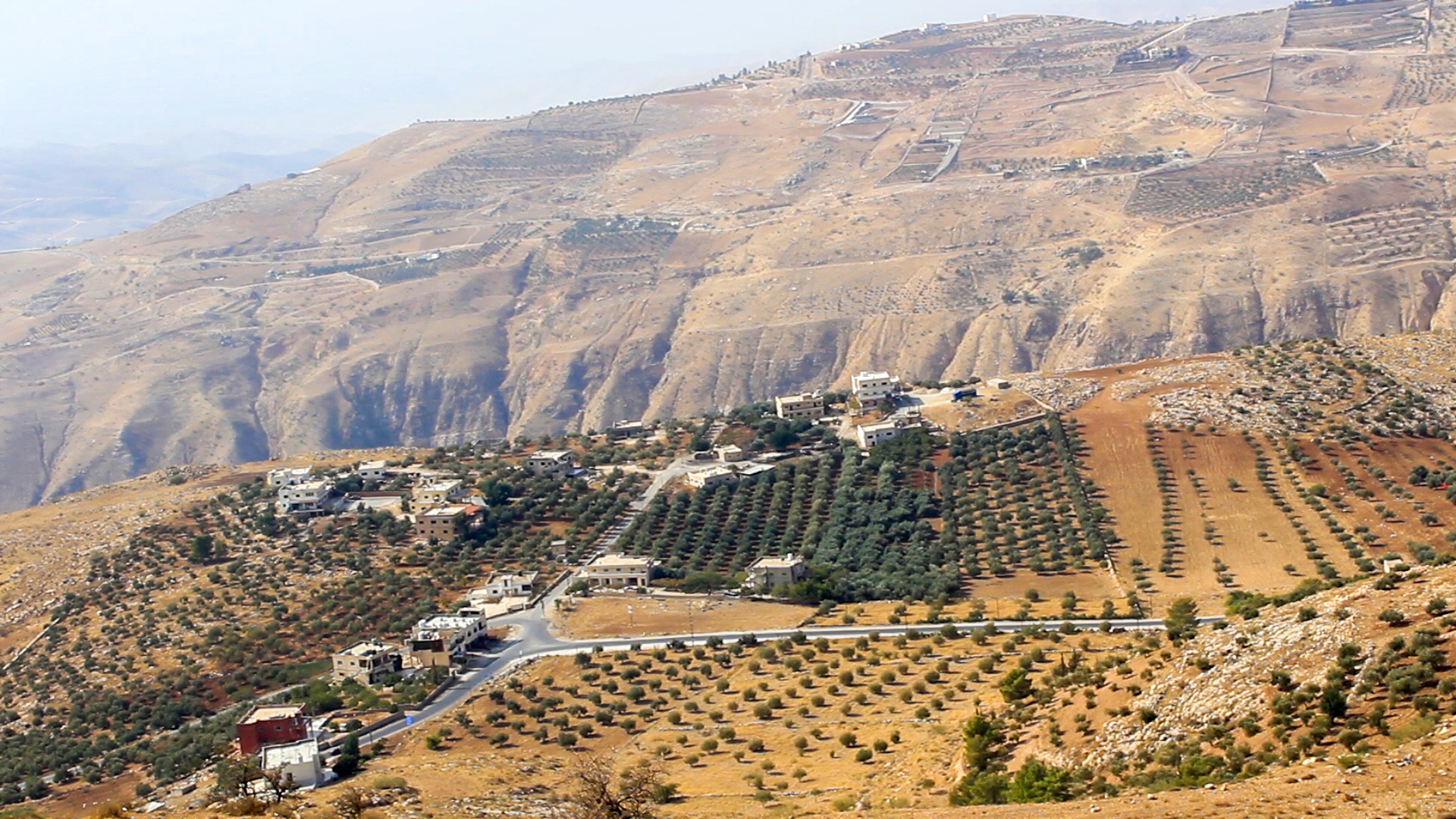
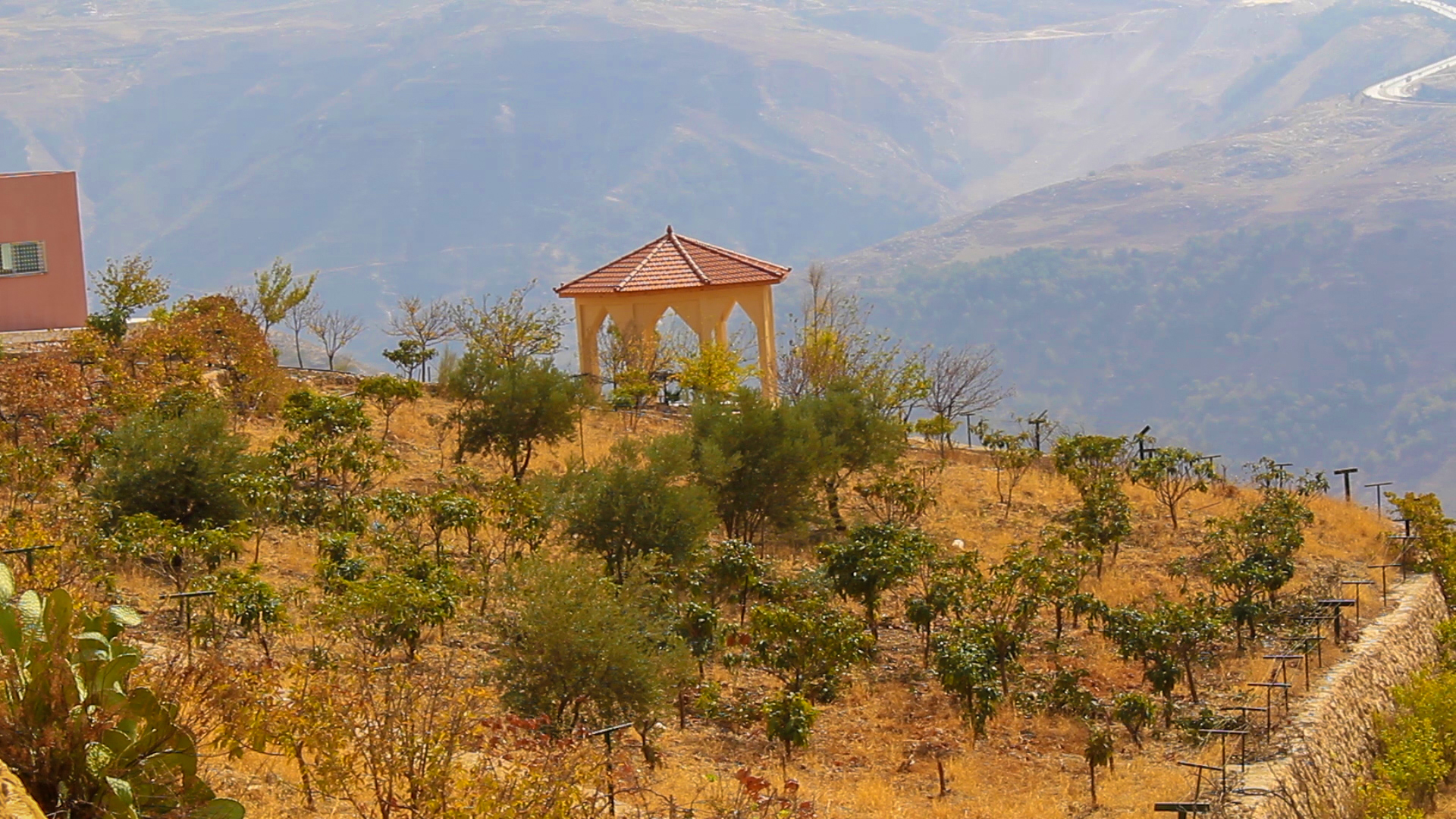
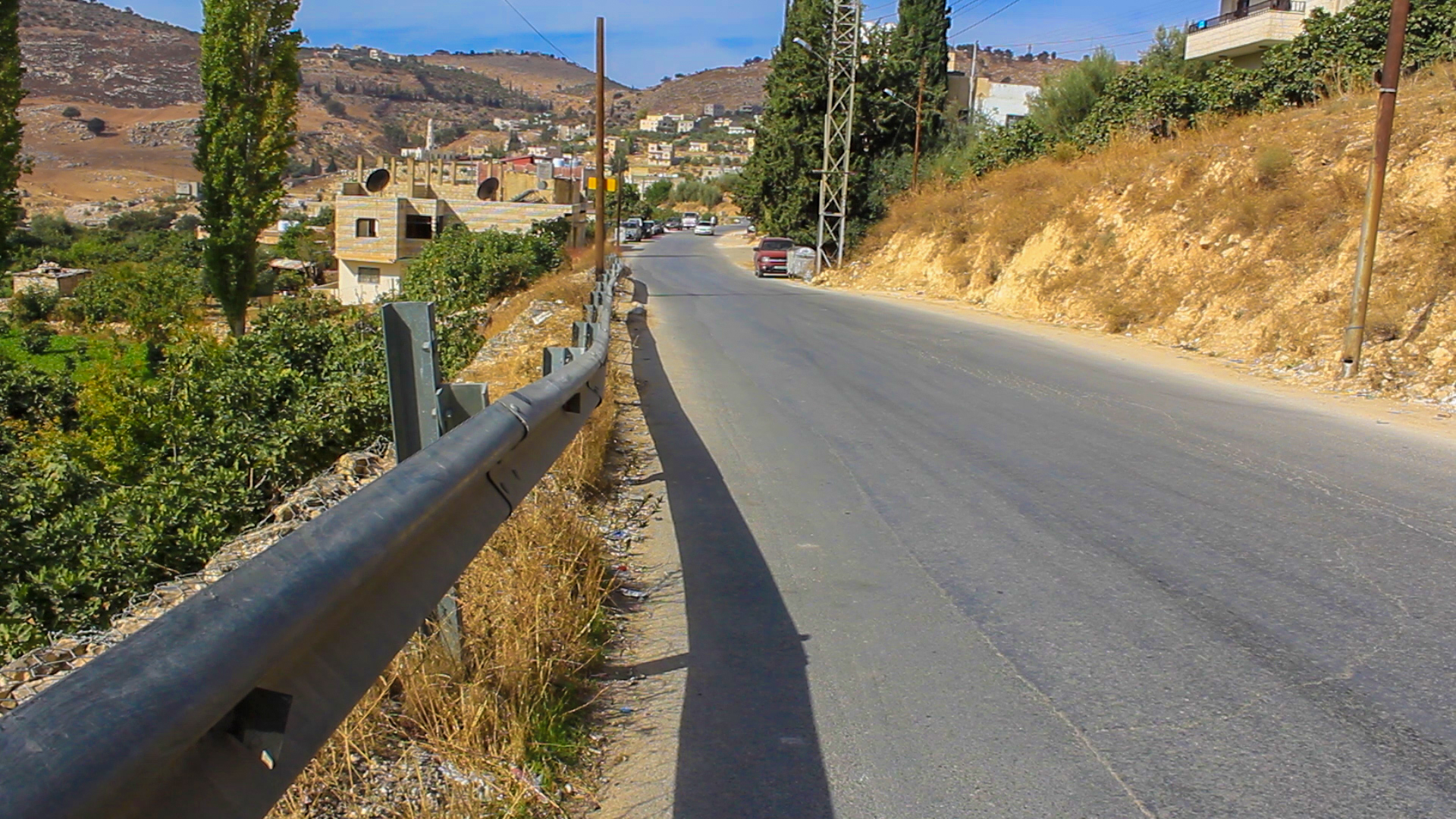
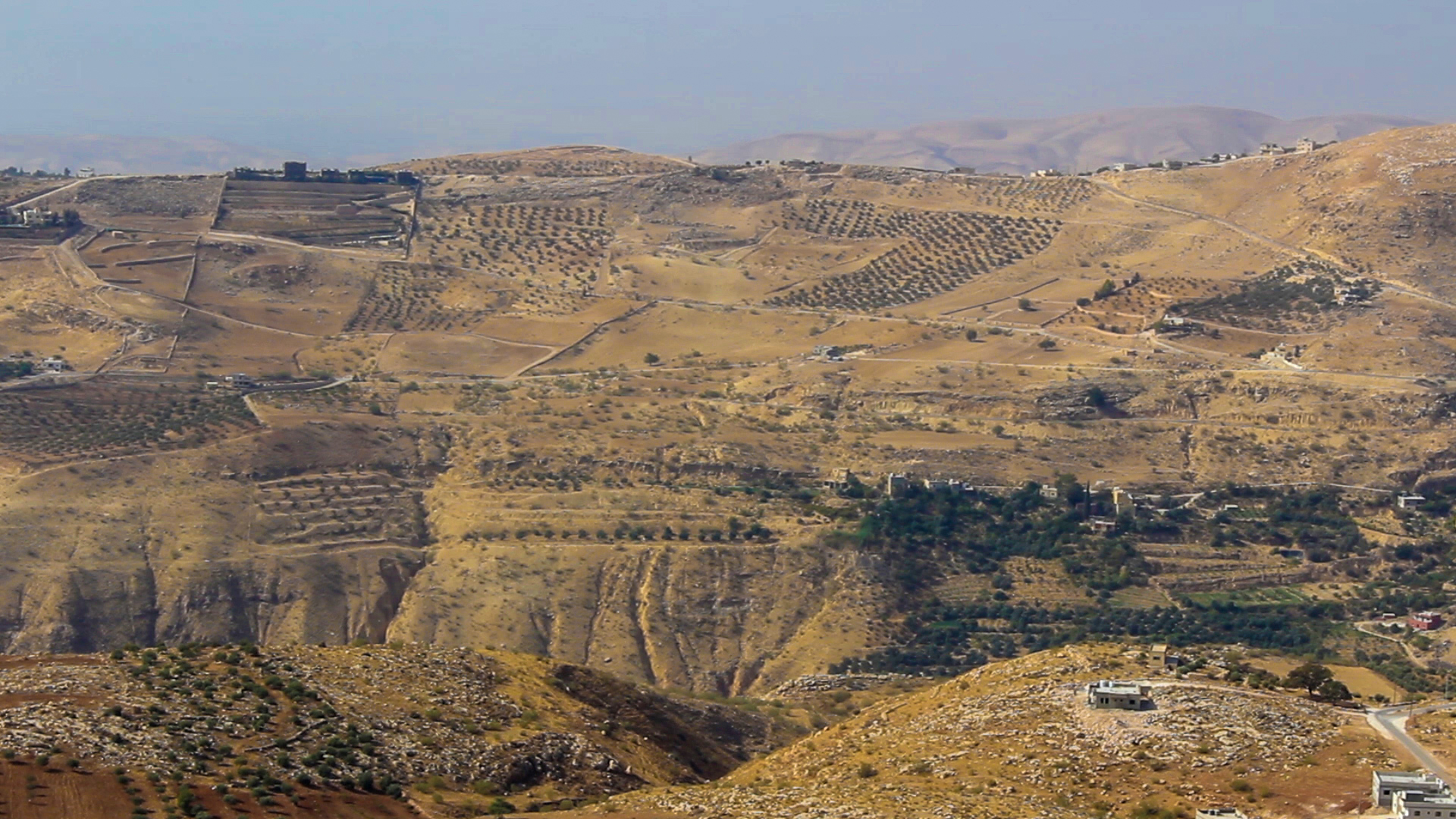
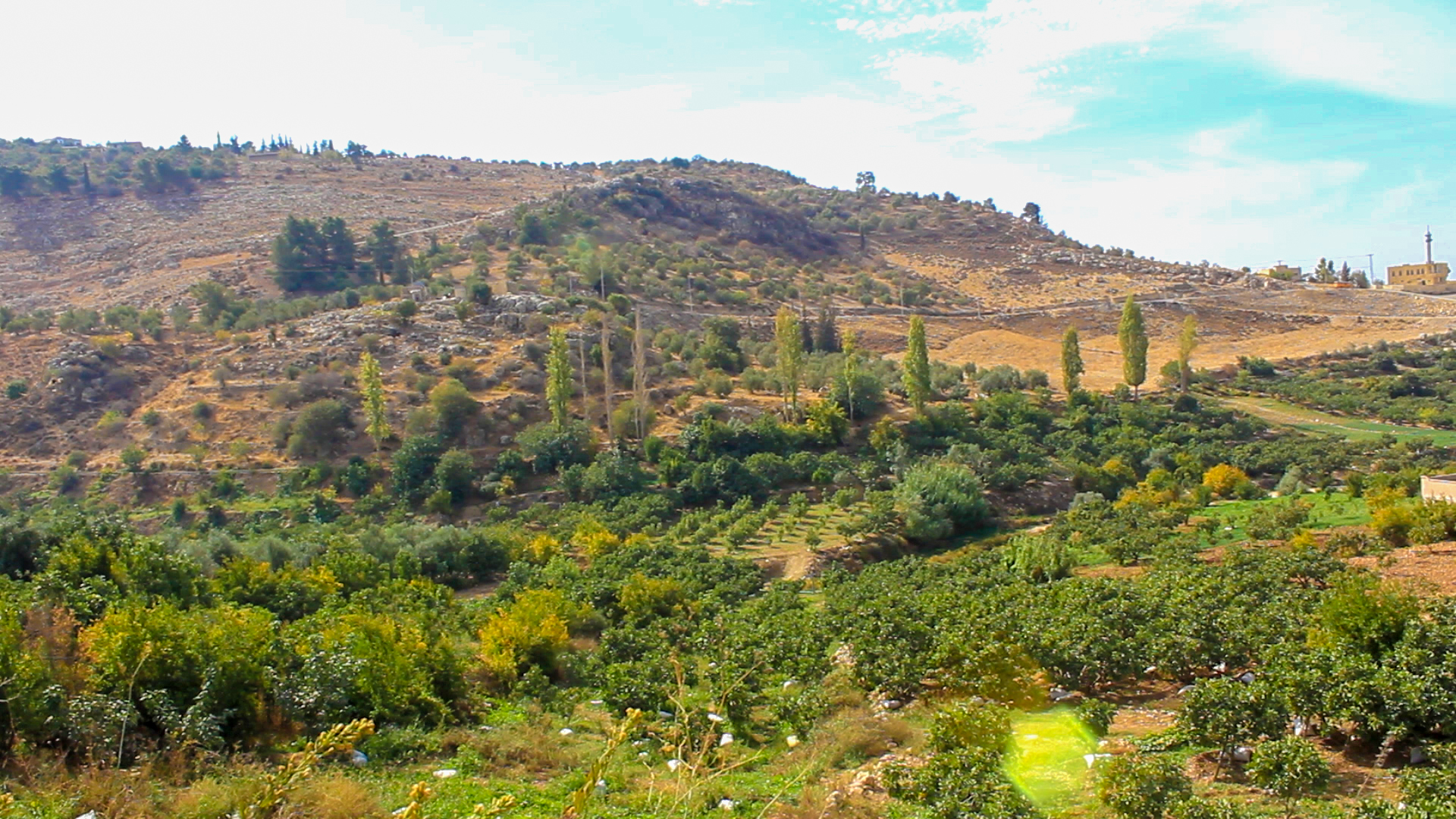
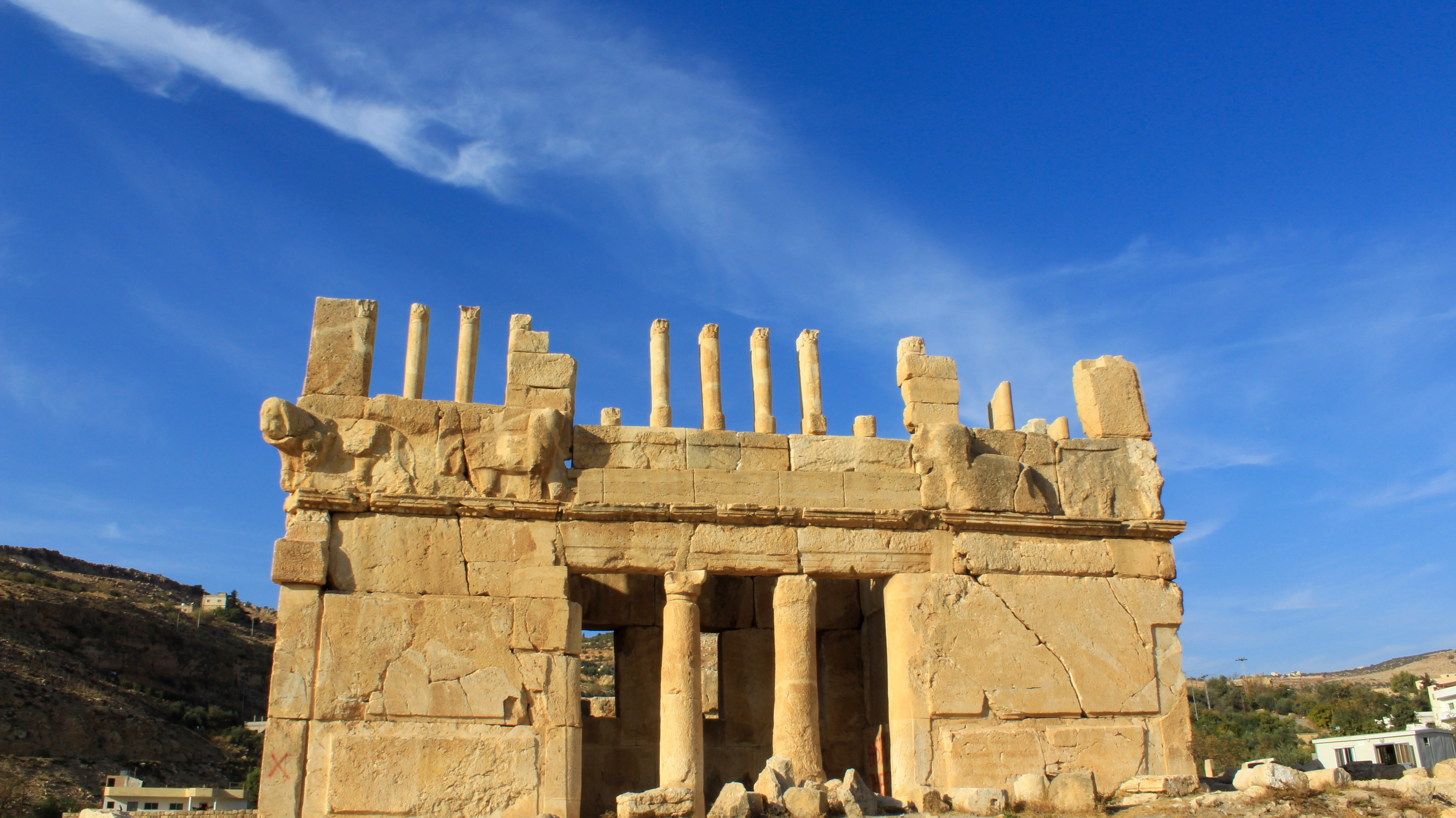
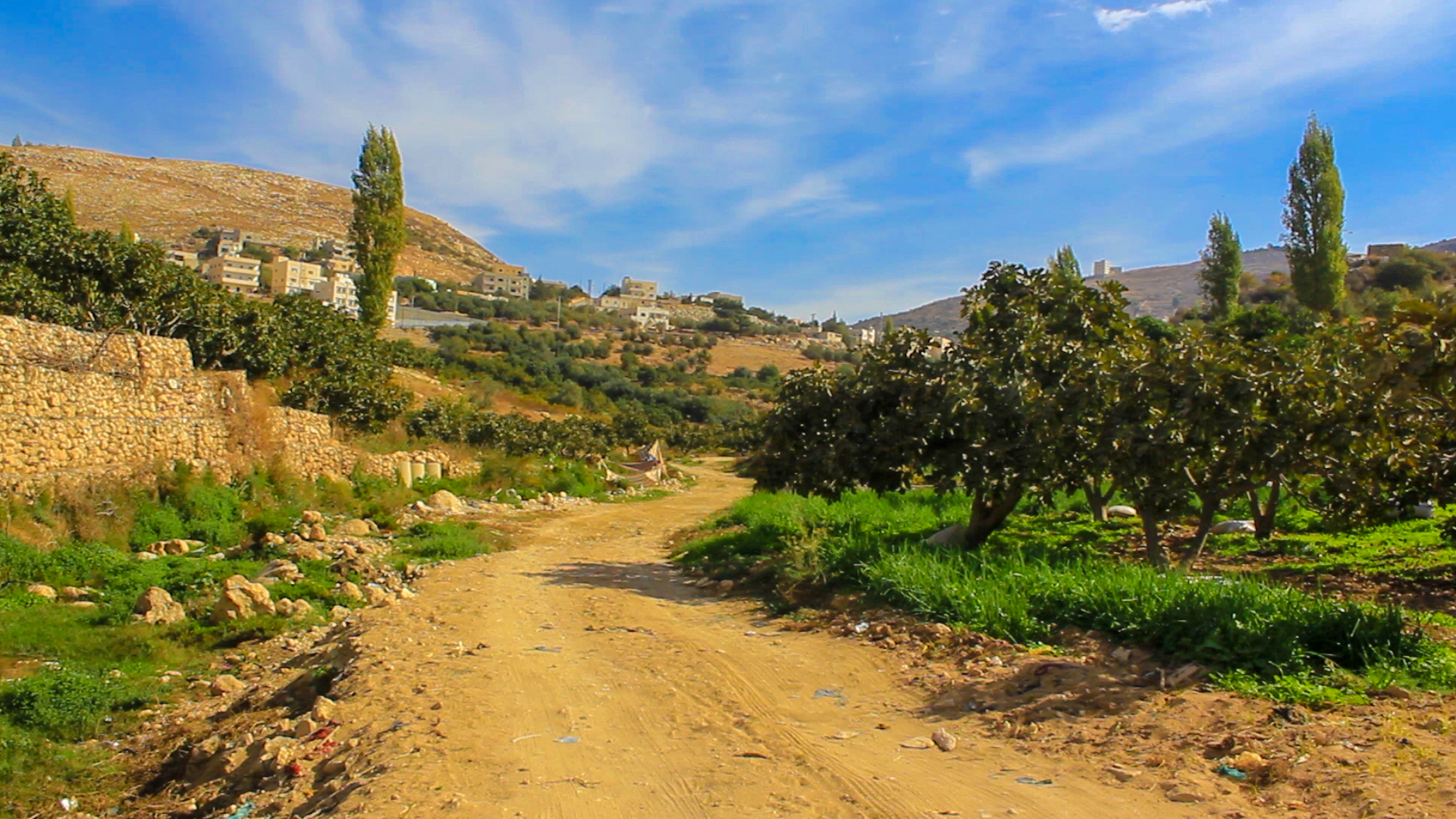
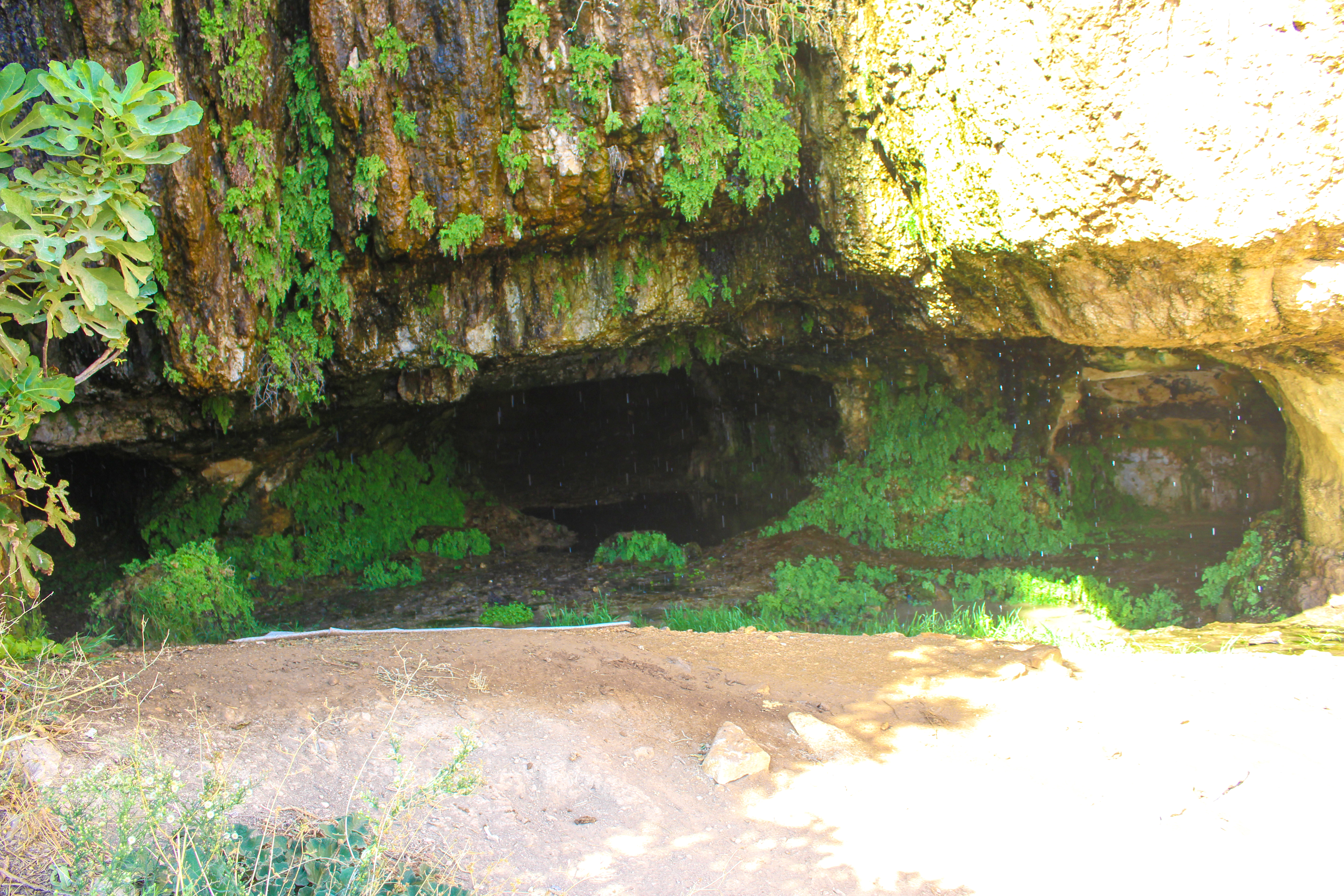

## صور كهف السيد المسيح

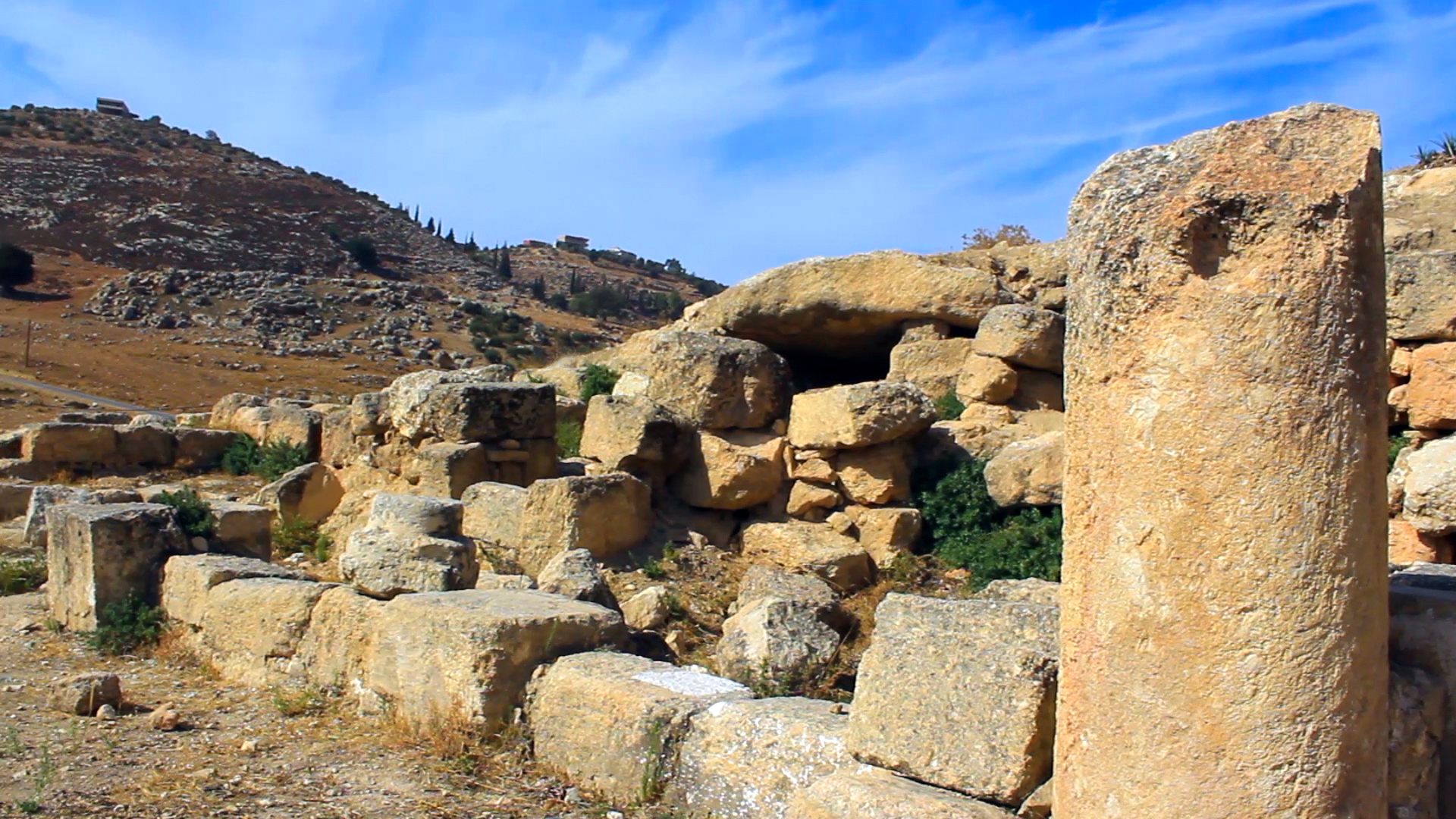
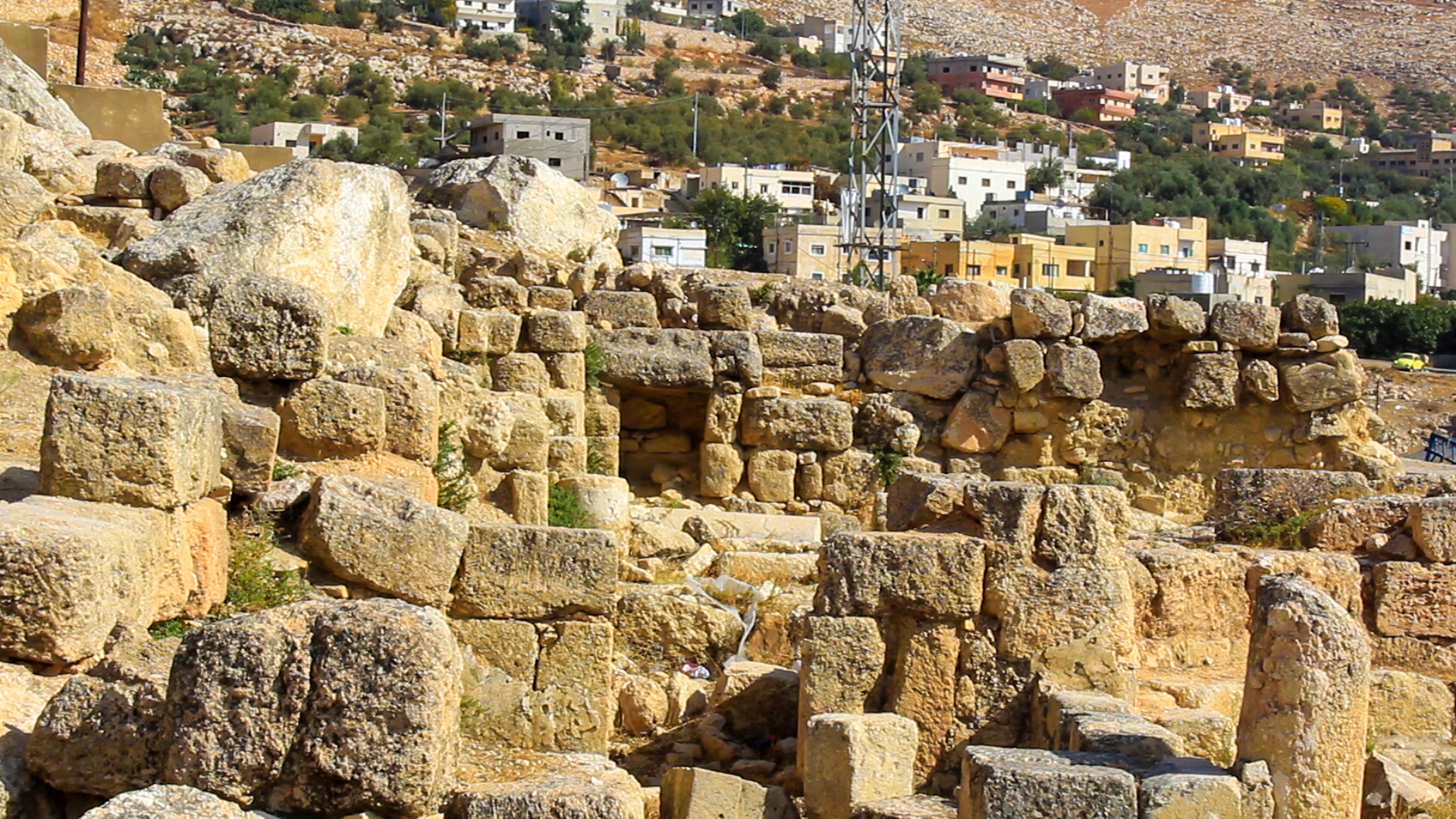
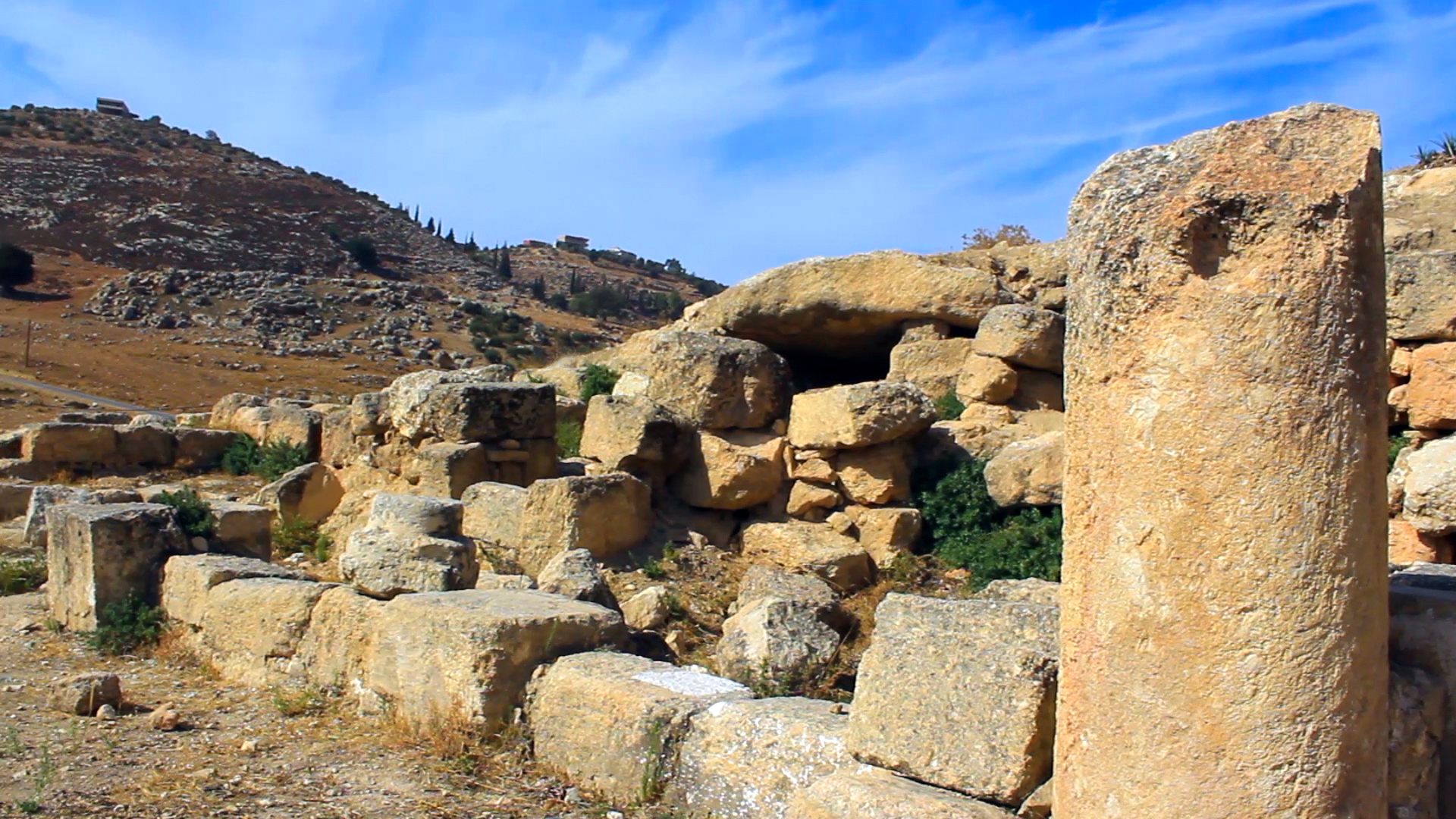
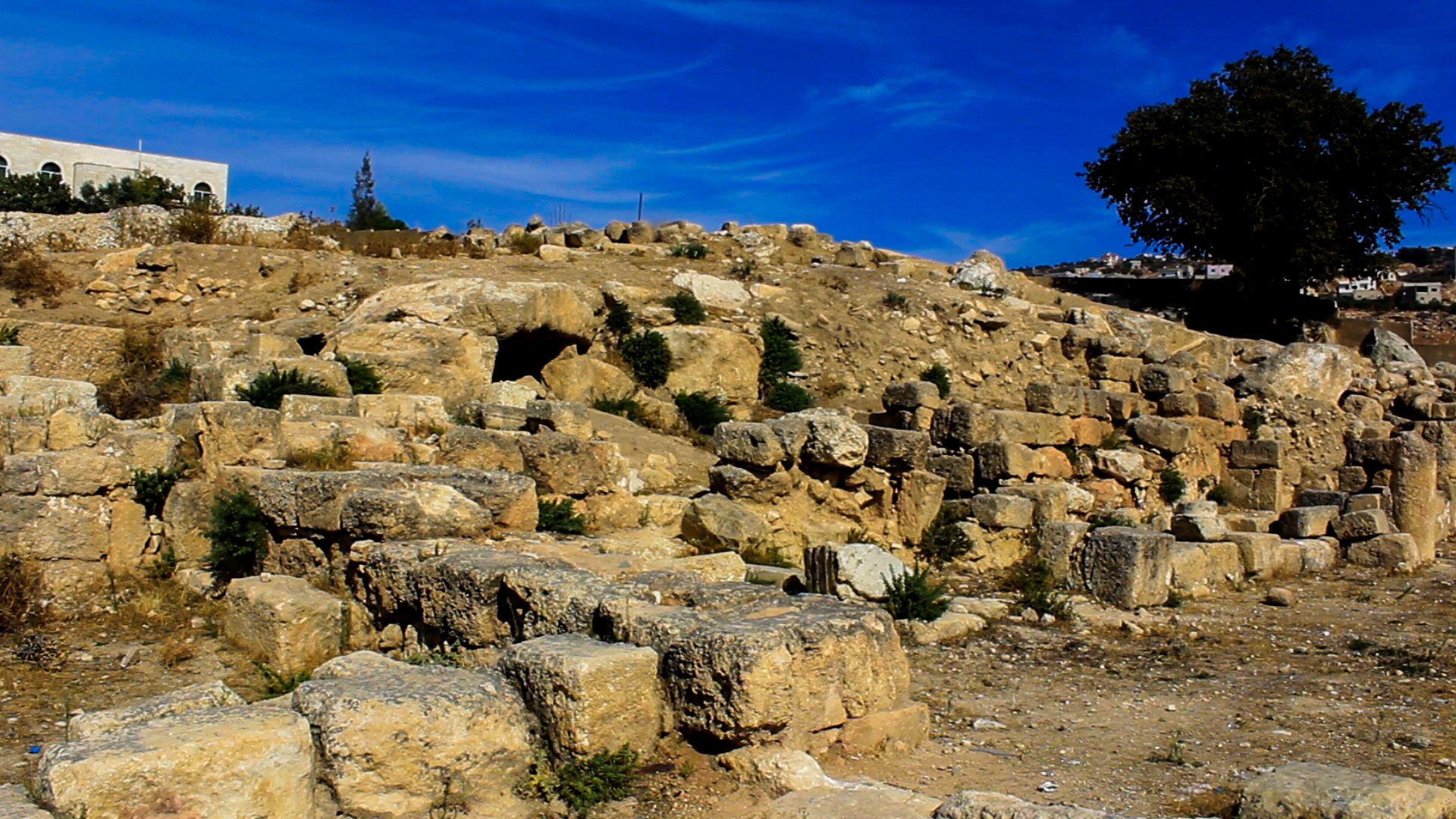
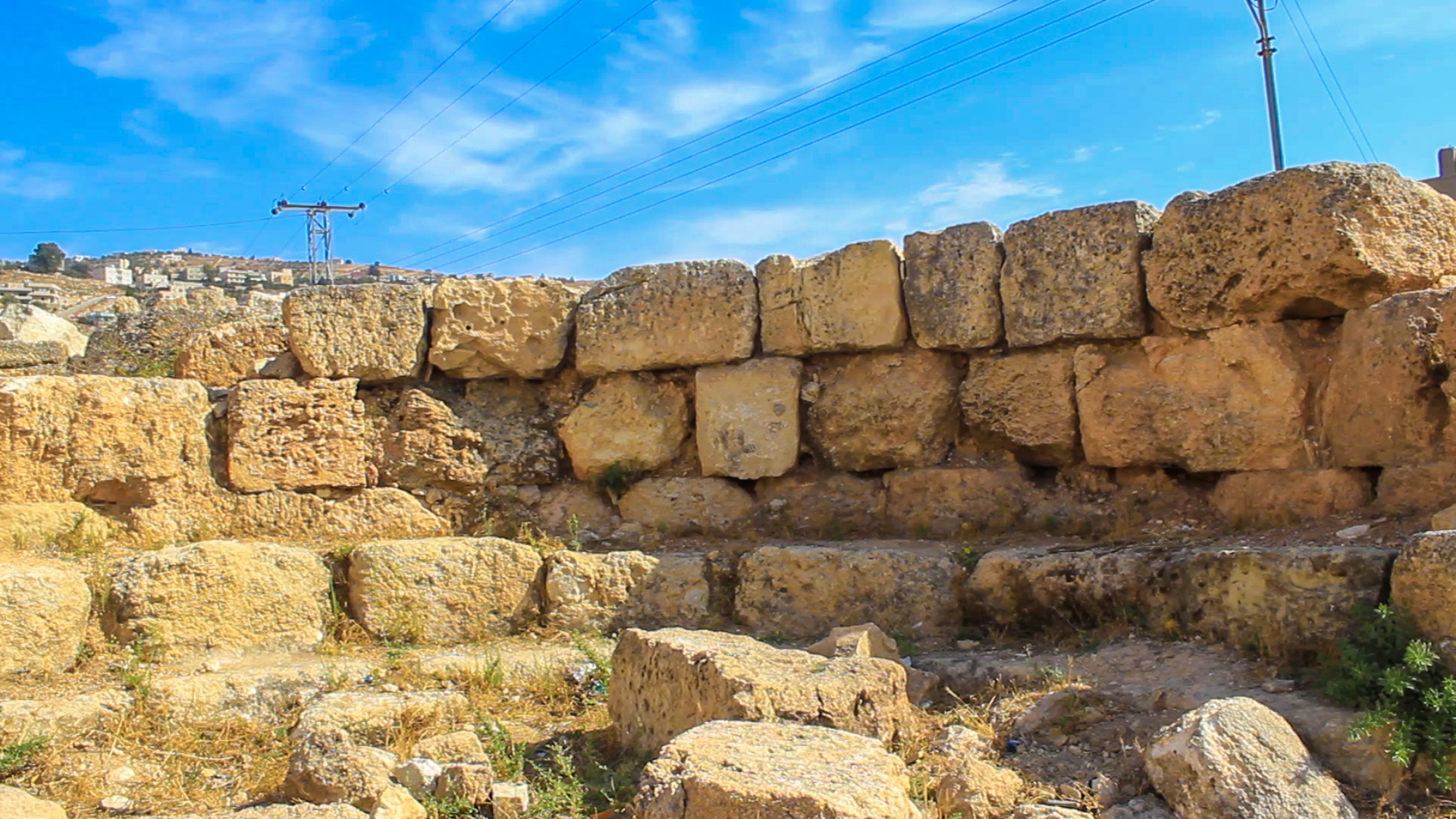
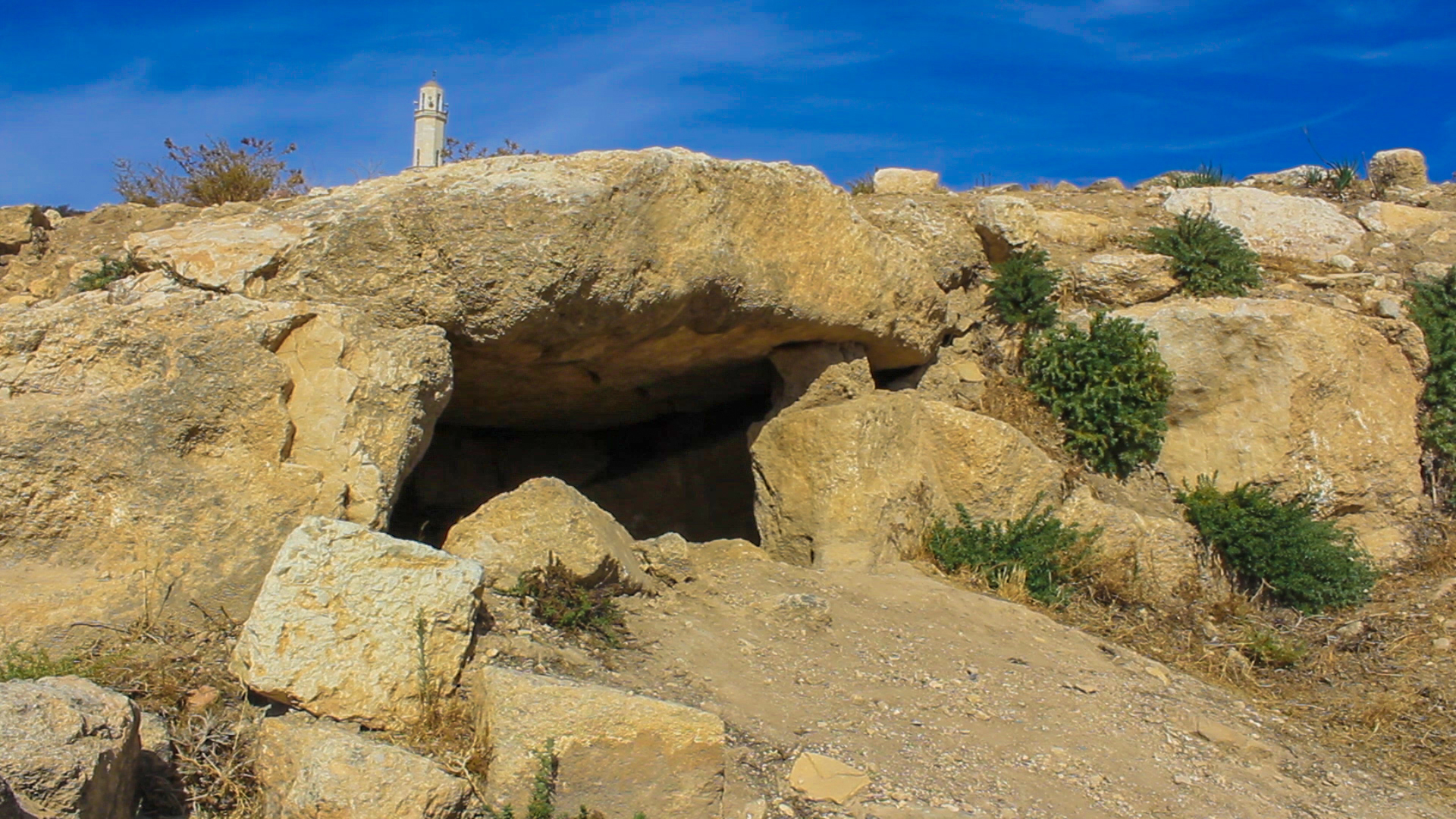
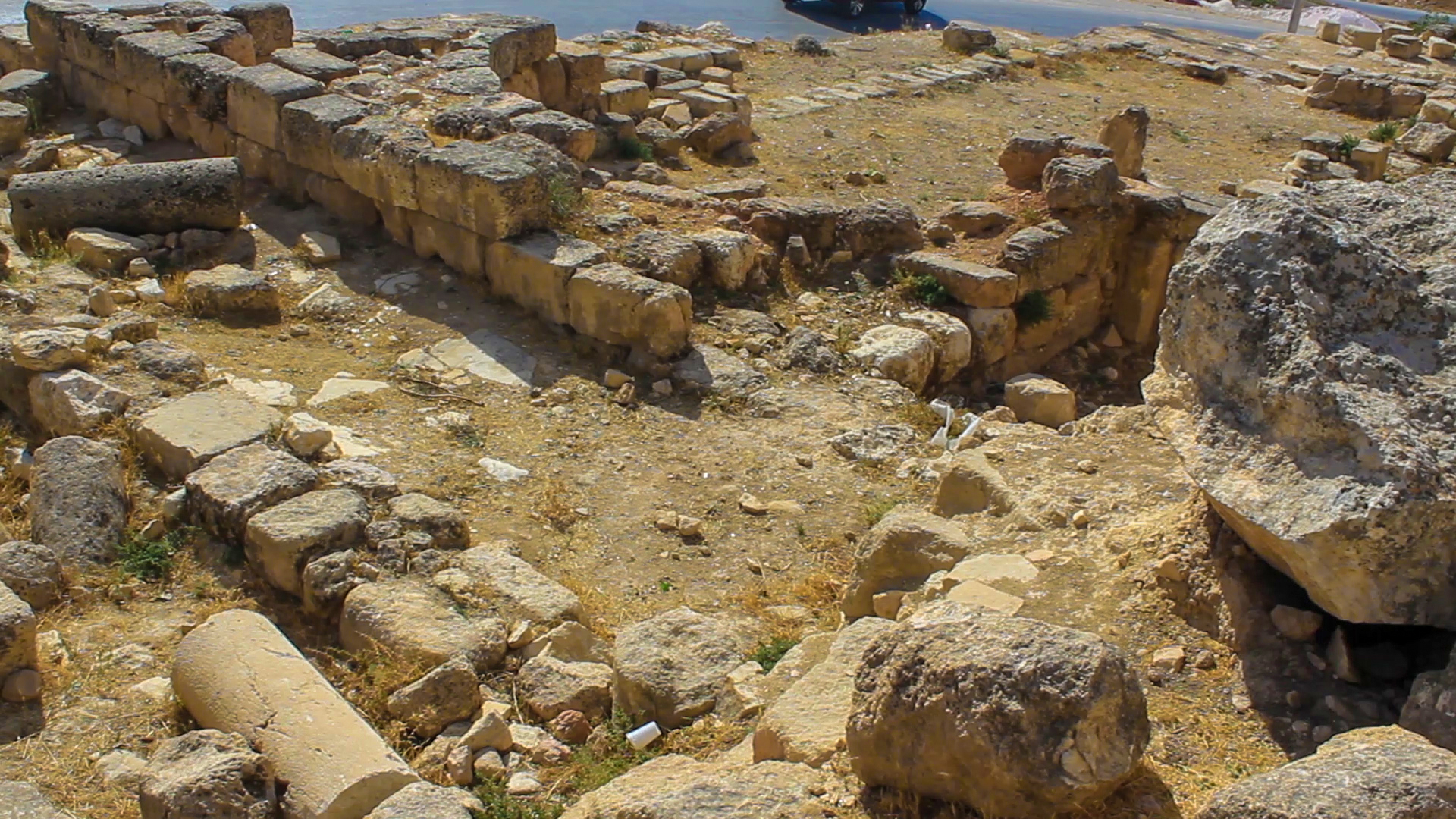

## اقرأ أيضا
- سورة الكهف
- كهف الماموث
- صواعد الكهوف
- متدليات الكهوف
- قصر العبد
- عراق الامير
- كهف أبو الكرسي